# Perleberg

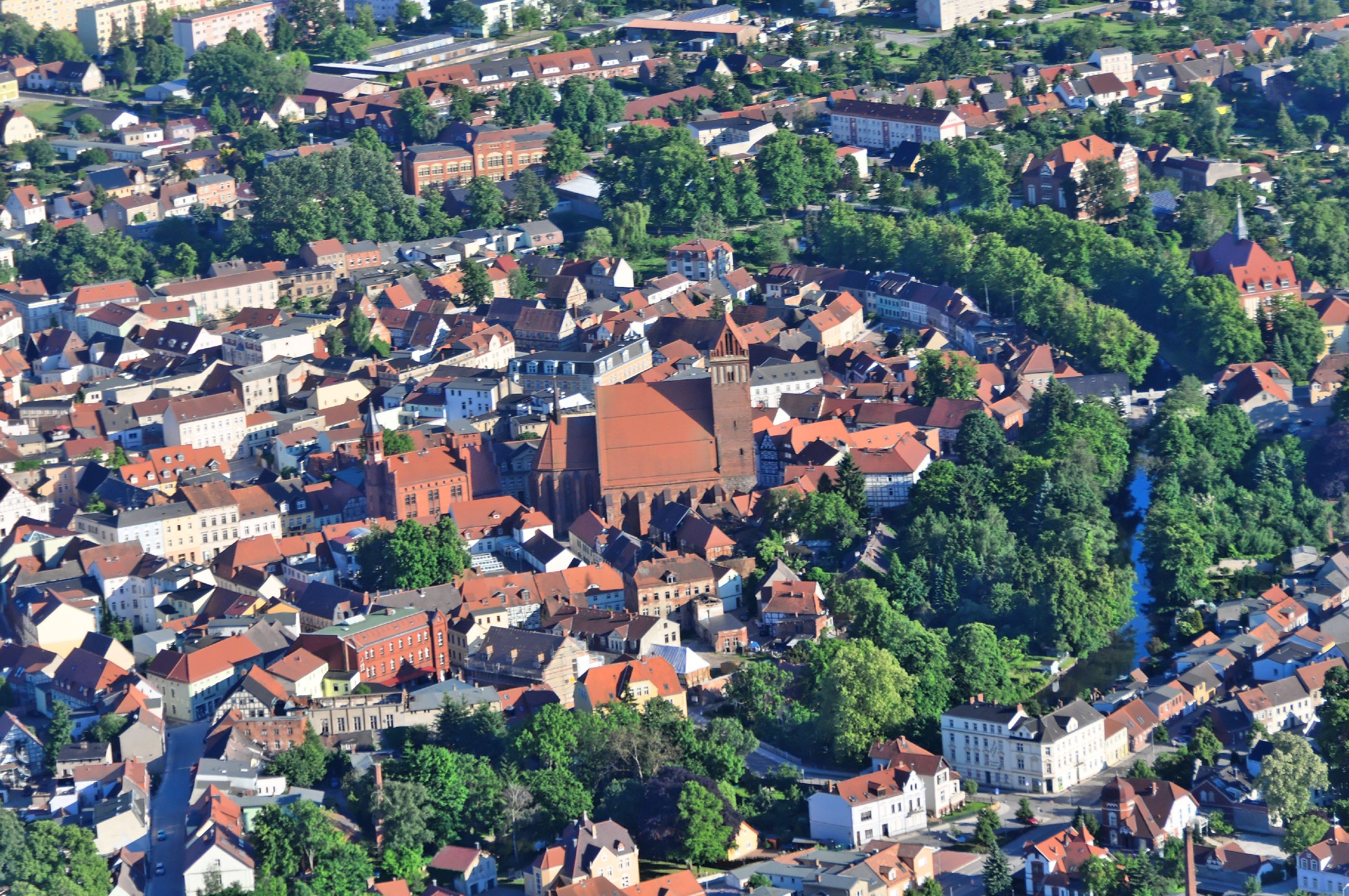
Altstadt aus der Luft (2013)

Die Rolandstadt Perleberg ist Kreisstadt des Landkreises Prignitz im Land Brandenburg.

## Geografie

### Geografische Lage

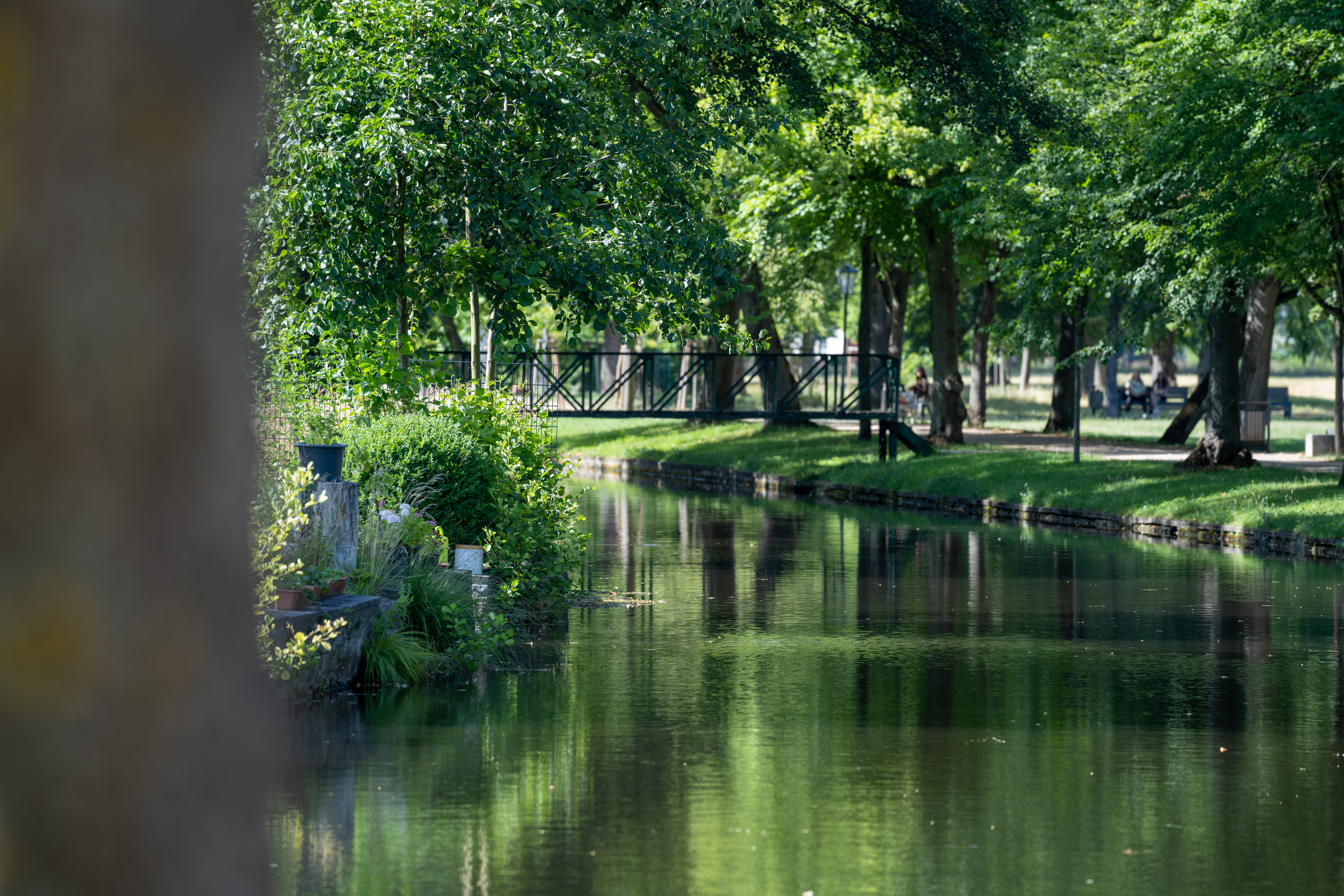
Stepenitz in Perleberg

Perleberg liegt in der Prignitz am Fluss Stepenitz, welcher hinter Perleberg in das Elbe-Urstromtal fließt. Die Altstadt von Perleberg liegt auf einer aus Sandablagerungen gebildeten Insel zwischen zwei Stepenitzarmen im Stepenitztal. Dieses Gelände ist fast eben und weist nur ein leichtes Gefälle vom Kirchplatz nach Süden auf. In der Pritzwalker und der Berliner Straße steigt das Gelände zum Ortsausgang hin stetig bis auf etwa 16 Meter an. Ebenfalls lassen sich Erhöhungen im Norden und Nordwesten der Stadt feststellen. Im Gegensatz dazu ist das Gelände im Westen bei der Sükower Straße eben und flach.
Im Nordosten der Stadt befinden sich drei Erhebungen: der teilweise als Naturschutzgebiet ausgewiesene Weinberg (83 m), Reste des Golmer Berges (ehemals 83 m), welcher durch den Kiesabbau abgetragen wurde, und der Weiße Berg (80,7 m) bei Spiegelhagen.
Südlich grenzt die Stadt an die Perleberger Heide, einem etwa sieben Kilometer breiten und 56 Kilometer langen, parallel der Elbe führenden Streifen, welcher eine dünenreiche und wenig fruchtbare Talsandebene bildet, die vor allem mit Kiefernwäldern bewachsen ist.
Benachbarte Städte sind Wittenberge und Pritzwalk. Perleberg liegt fast exakt mittig zwischen den beiden Metropolen Berlin und Hamburg.

### Stadtgliederung und Flächennutzung
Die Stadt Perleberg unterteilt sich heute in die eigentliche Stadt auf der Gemarkung Perleberg und zwölf Ortsteile. Die Ortsteile sind ländlich geprägt. Sie bestehen aus je einem Dorf und den umliegenden Flächen. Die Ortsteile wurden der Stadt in der zweiten Hälfte des 20. Jahrhunderts angegliedert.
(Stand: Einwohner 2011, Flächen 2011)
| Ortsteil            | Einwohner | Fläche in km² |
| ------------------- | --------- | ------------- |
| Kernstadt Perleberg | 10.452    | 44,15         |
| Dergenthin          | 263       | 17,83         |
| Düpow               | 355       | 8,32          |
| Gramzow             | 40        | 3,27          |
| Groß Buchholz       | 129       | 6,32          |
| Groß Linde          | 045       | 4,40          |
| Lübzow              | 121       | 5,67          |
| Quitzow             | 310       | 11,46         |
| Rosenhagen          | 113       | 8,17          |
| Schönfeld           | 112       | 5,29          |
| Spiegelhagen        | 138       | 7,31          |
| Sükow               | 185       | 9,99          |
| Wüsten-Buchholz     | 107       | 5,65          |
| Gesamt              | 12.370    | 137,82        |

Zudem existieren neun ausgewiesene Wohnplätze: Alt Gramzow und Gramzower Mühle im Ortsteil Gramzow, Lübzow Ausbau im Ortsteil Lübzow, Platenhof im Ortsteil Sükow, Kolonie im Ortsteil Wüsten-Buchholz sowie Henningshof, Neue Mühle, Perlhof und Waldsiedlung zur Kernstadt Perleberg.

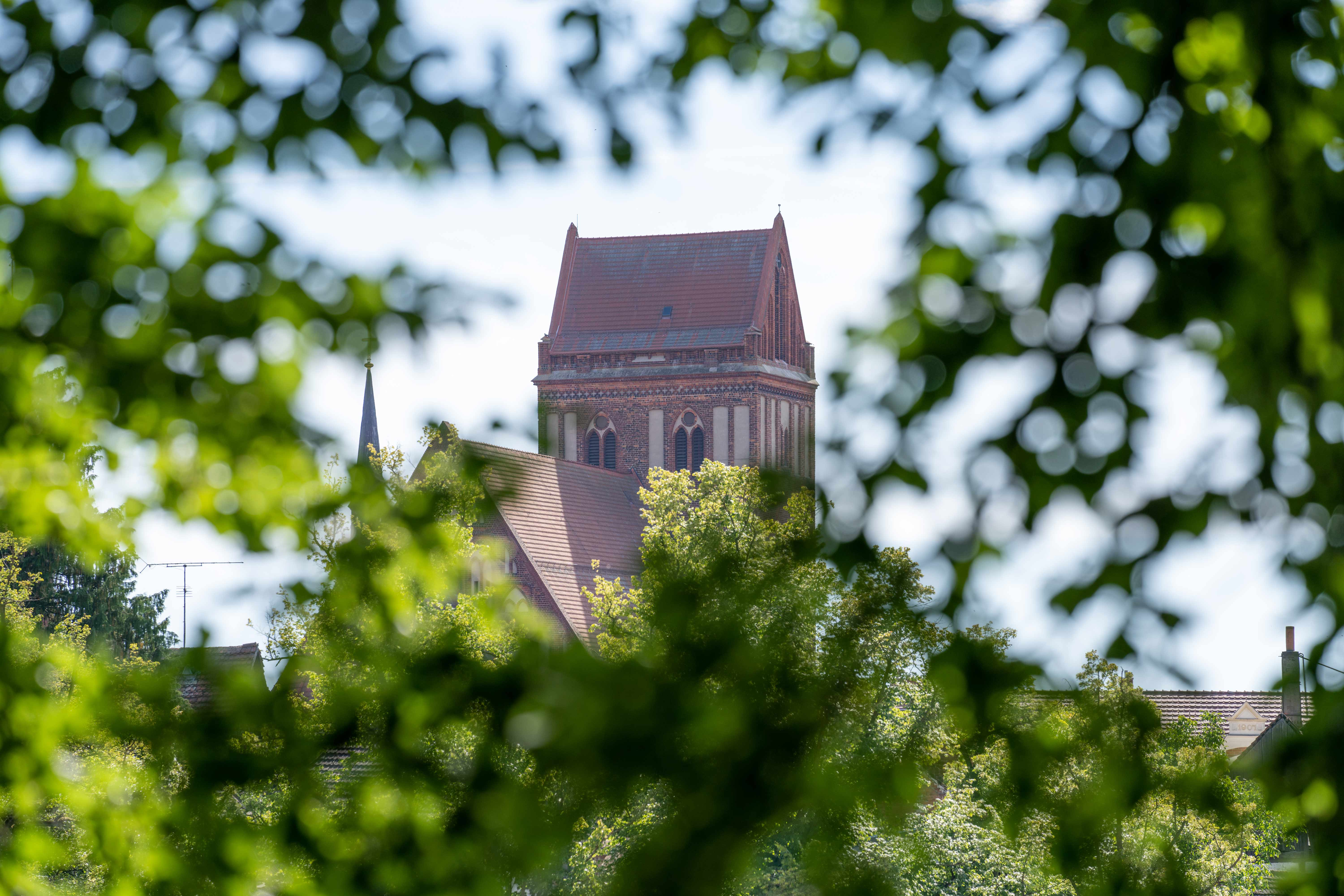
Kirche St. Jakobi

(Stand: 2009)
| Fläche nach Nutzungsart | Fläche in Hektar |
| ----------------------- | ---------------- |
| Gebäude- und Freifläche | 719              |
| Betriebsfläche          | 45               |
| Erholungsfläche         | 202              |
| Verkehrsfläche          | 623              |
| Landwirtschaftsfläche   | 7662             |
| Waldfläche              | 4393             |
| Wasserfläche            | 117              |
| Flächen anderer Nutzung | 21               |
| Bodenfläche (gesamt)    | 13.782           |

### Nachbargemeinden
Die Nachbargemeinden von Perleberg sind Karstädt, Groß Pankow, Plattenburg, Amt Bad Wilsnack/Weisen, Wittenberge, Amt Lenzen-Elbtalaue.

## Geschichte

### Frühgeschichte und Mittelalter
Die Geschichte der Stadt Perleberg ist eng mit der Geschichte der Prignitz verbunden. Wie entsprechende Funde belegen, gab es bereits vor 3000 Jahren eine Besiedlung der Stepenitzinsel. Später wurde auf Grund von Keramikfunden eine slawische Besiedlung nachgewiesen. Vom 2. bis zum 6. Jahrhundert kam es zu einer allmählichen und fast vollständigen Emigration der germanischsprechenden Bevölkerung aus den dortigen Siedlungsgebieten nach Westen und Südwesten. Seit der Mitte des 6. Jahrhunderts folgte sukzessiv die Einwanderung slawischsprechender Stammesgruppen aus dem Osten in das Gebiet der heutigen Prignitz. Von ihnen werden die Linonen 808 erstmals erwähnt, deren Hauptsiedlungsraum um Lenzen lag, dort war eine große Burg an dem wichtigen Flussübergang zwischen Elde- und Löcknitzmündung errichtet worden. Sie spielte in den kriegerischen Auseinandersetzungen zwischen Franken, Slawen und Sachsen im 8. und 9. Jahrhundert eine bedeutende Rolle und wurde im 10. Jahrhundert Sitz eines der Stammesfürsten.
An den Wasserläufen der Stepenitz, die in der Nähe von Meyenburg entspringt, durch die Prignitz fließt und schließlich in die Elbe mündet, wurden mit der Zeit einfache Mühlen und die damit verbundenen Wohnhäuser gebaut.
Die Nikolaisiedlung ist die älteste nachgewiesene frühmittelalterliche Stammsiedlung. Als ihre Entstehungszeit nimmt man die letzte Hälfte des 12. Jahrhunderts an. Das Straßennetz wurde besonders im Südteil der Siedlung in regelmäßiger Gitterform angelegt, bei der sich gerade Straßen rechtwinklig kreuzen. Einer der Baublöcke war der St. Nikolaikirche vorbehalten, die sich im Gebiet des heutigen St. Nikolaiplatzes befand. Insgesamt lässt sich eine elliptische Umrissform erkennen, die ein Ebenbild zu Wittenberge bildet.
Es siedelten sich, durch die gute Lage begünstigt, mehrere Betriebe (u. a. Fischereien, Wollwäschereien und Gerbereien) an und es zogen immer mehr gewerbetreibende Personen wie Kaufleute, Händler, Fleischer, Bäcker, Schuhmacher, Schneider, Maurer in diese Gegend. Durch den regen Verkehr entstanden schon damals Straßen, wie die Bäckerstraße und die Schuhstraße, sowie Plätze wie der Marktplatz, der Pferdemarkt (Schuhmarkt) und der Rosenhof.
Im Zuge der deutschen Besiedlung nach der Eroberung der ostelbischen Gebiete der späteren Mark Brandenburg wurde Perleberg unter Obhut der Familie Gans gegründet und erhielt am 29. Oktober 1239 das Salzwedeler Stadtrecht verliehen. Die älteste urkundliche Erwähnung stammt allerdings vom März 1239, als Johann Gans den Schuhmachern das Privileg erteilt. Die Verleihung des Stadtrechtes erfolgte aus gutem Grund, denn die Stadt war zu einem verhältnismäßig großen Ort herangewachsen. Dieser besaß eine Burg – die Gänseburg –, eine Kirche, mehrere Straßen und Plätze, Innungen, Gilden sowie eine in Handwerk und Handel geschäftige Bevölkerung. Das Stadtrecht wurde laut Urkunde von Salzwedel auf Vortrag zweier Männer, nämlich Gerardus de Hertesberge und Vorlevus de Perleberge sowie auch auf Ansuchen des Herrn Johannes Gans an Perleberg verliehen. Der Rat der Stadt bestand vorerst nur aus Konsuln (zehn im Jahre 1294) und später aus acht Ratsmännern und zwei Bürgermeistern, von denen jeder jeweils ein Jahr die Verwaltung innehatte.
Seit jeher gab es nach Perleberg nur drei Zugänge: Im Osten das Mühlentor (später Dobberziner Tor), im Westen das Wittenberger Tor und im Norden das Parchimer Tor. Bereits im 13. Jahrhundert wurden Silberpfennige (sog. Perleberger Hohlpfennige) mit dem Perleberger Wappen geprägt. Später, im 14. Jahrhundert, gab es dann auch die ersten Münzen. Seit dem Jahr 1316 war „vor dem Parchimer Tor“ ein Leprosorium in Perleberg nachweisbar, das St. Georg geweiht war.
Im Jahre 1303 wurde ein Antrag zum Erwerb der Stepenitz an den Markgrafen Hermann den Langen gestellt, um der Hanse beitreten zu können. Dieser Antrag wurde, ebenso wie das Recht, die Stepenitz befahren und die Flussufer nutzen zu dürfen, genehmigt. Perleberg begann Schiffe zu bauen und seine Waren der Hanse zuzuführen.
Nach der Schlacht von Bornhöved 1227, bei der die Familie Gans die Dänen gegen die Grafen von Schwerin und die Brandenburger Markgrafen unterstützt hatte, erhielt die Grafschaft Schwerin die terra Perleberg als Eigentum. Dieses Gebiet nahm Johann Gans, der Stadtherr Perlebergs, als Lehen. Die Söhne Ottos III. erwarben 1275 die Lehnsherrlichkeit über Perleberg von den Grafen von Schwerin. Gegen Ende des 13. Jahrhunderts erlosch mit dem Tode Johann Gansʼ die Linie der Herren Gans zu Perleberg.
Die Stadt Perleberg fiel als erledigtes Lehen an die Markgrafen und wurde zu einer Immediatstadt. Nach dem Aussterben der askanische Markgrafen von Brandenburg sind bis 1325 die Grafen von Schwerin als Eigentümer der Stadt nachgewiesen. Perleberg entwickelte sich nach dem Eintritt in die Hanse 1358/1359 zum politischen und wirtschaftlichen Zentrum in der Region.
Seit dem Jahre 1310, stand die aufstrebende Stadt nicht mehr unter der Herrschaft der Edlen Gans zu Putlitz. Die Ratsmänner kauften den „Wall“, d. h. die Umfassungsmauern mit Wall, den drei Stadttoren und Gräben. Zur Aufrechterhaltung der Sicherheit wurde 1325 ein Bündnis zwischen Perleberg, Pritzwalk, Kyritz, Havelberg, Freyenstein und Meyenburg sowie 1387 ein Friedensabkommen mit Lübeck geschlossen. Die Gebrüder und Vettern von Karstedt verkauften im Jahre 1392 das Dorf Golm (heutzutage nur noch eine Wüstung) an den Rat zu Perleberg. Sieben Jahre später fand der Perleberger Fürstentag statt. Es kamen die Herren von Braunschweig, Pommern, Meißen u. v. a. sowie die Abgeordneten des Hansebundes, um über die Beseitigung der sich häufenden Kriminalität (Plünderungen, Wegelagerungen usw.) zu beraten. Die nächsten Jahrzehnte waren durch viele Räubereien geprägt.

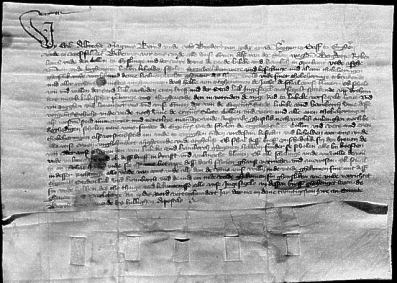
Vertrag von Perleberg von 1420

Bei Konflikten nahm Perleberg auch die Vermittlerrolle an. So wurde zum Beispiel 1420 in Perleberg eine Fehde zwischen den Städten Hamburg und Lübeck und dem Herzogtum Sachsen-Lauenburg beigelegt. Die Urkunde über den „Perleberger Frieden“ befindet sich noch heute im Archiv der Hansestadt Lübeck. 1444 forderte der Kurfürst Friedrich II. die Städte der Prignitz auf, der Kriminalität Herr zu werden. Dies brachte auch Albrecht Achilles noch einmal zum Ausdruck, als er bei seinem Aufenthalt 1471 in Perleberg Hans von Quitzow zu Stavenow, einen bekannten und gefürchteten Raubritter, dazu aufforderte, die Straftaten zu unterlassen, was jener auch versprach.
Das 15. Jahrhundert war zudem vom allmählichen wirtschaftlichen Niedergang geprägt. Dies ist zurückzuführen auf die ständigen Fehden in der Prignitz, auf die Kriegszüge der mecklenburgischen Fürsten, dem Machtverlust der Hanse zum Teil durch Verlagerung des Außenhandels nach Übersee und der fehlenden Konkurrenzfähigkeit der Stepenitz im Vergleich zur Havel.
Im Jahre 1474 verkaufte Kaspar Gans die Gänseburg an Ritter Mathias von Jagow. Fünf Jahre danach wurde in der Nähe der St. Jakobikirche, die 1294 zum ersten Mal in einem Ablassbrief des Papstes Bonifatius VIII. schriftlich erwähnt wird, eine Schule errichtet. Im Jahr 1498 wurde erstmals ein Perleberger Roland erwähnt, der zu dieser Zeit aus Holz bestand. Danach gelangte die Burg an die Herren von Winterfeld.
Die St. Jakobikirche erhielt in den Jahren 1517/1518 vier Glocken: die Katharinenglocke bzw. Sonntagsglocke, die Apostelglocke (1537 an Hamburg verkauft), die Schellglocke (1823 zersprungen und 1824 ersetzt) und die Marienglocke, die der Rat der Stadt bei Glockengießmeister Heinrich von Kampen aus Lübeck in Auftrag gegeben hatte.

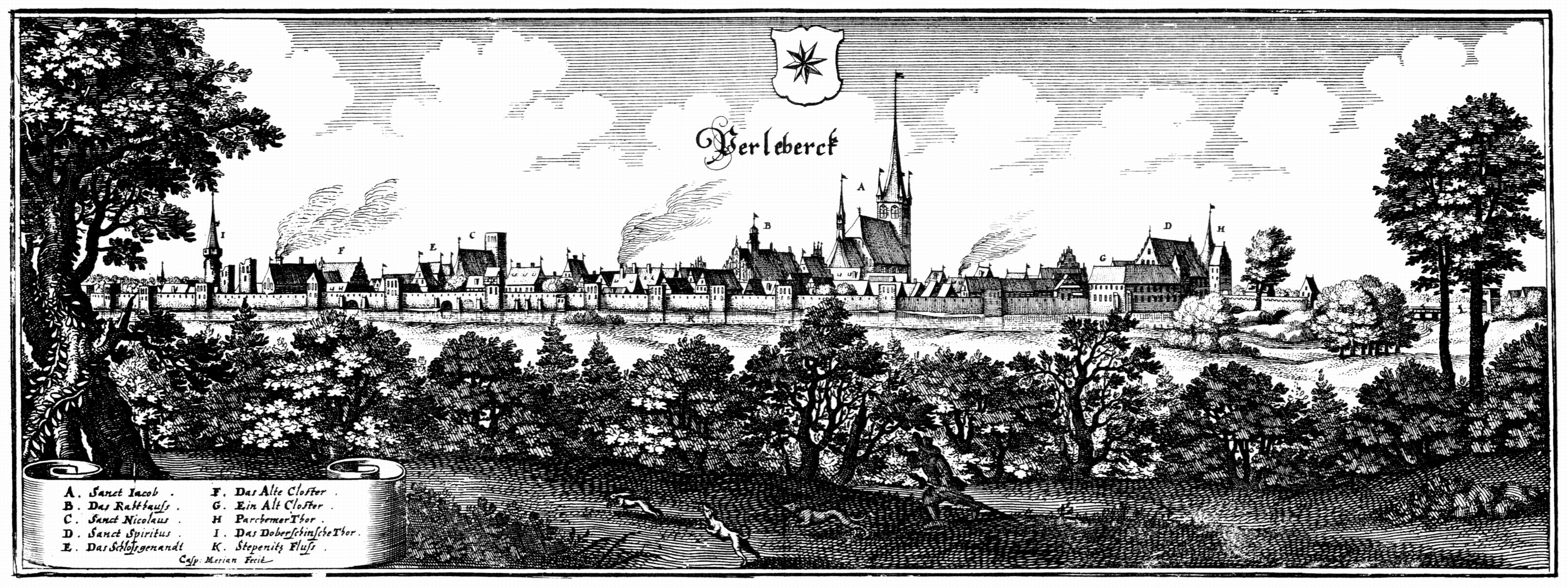
Stadtansicht aus dem Jahr 1652

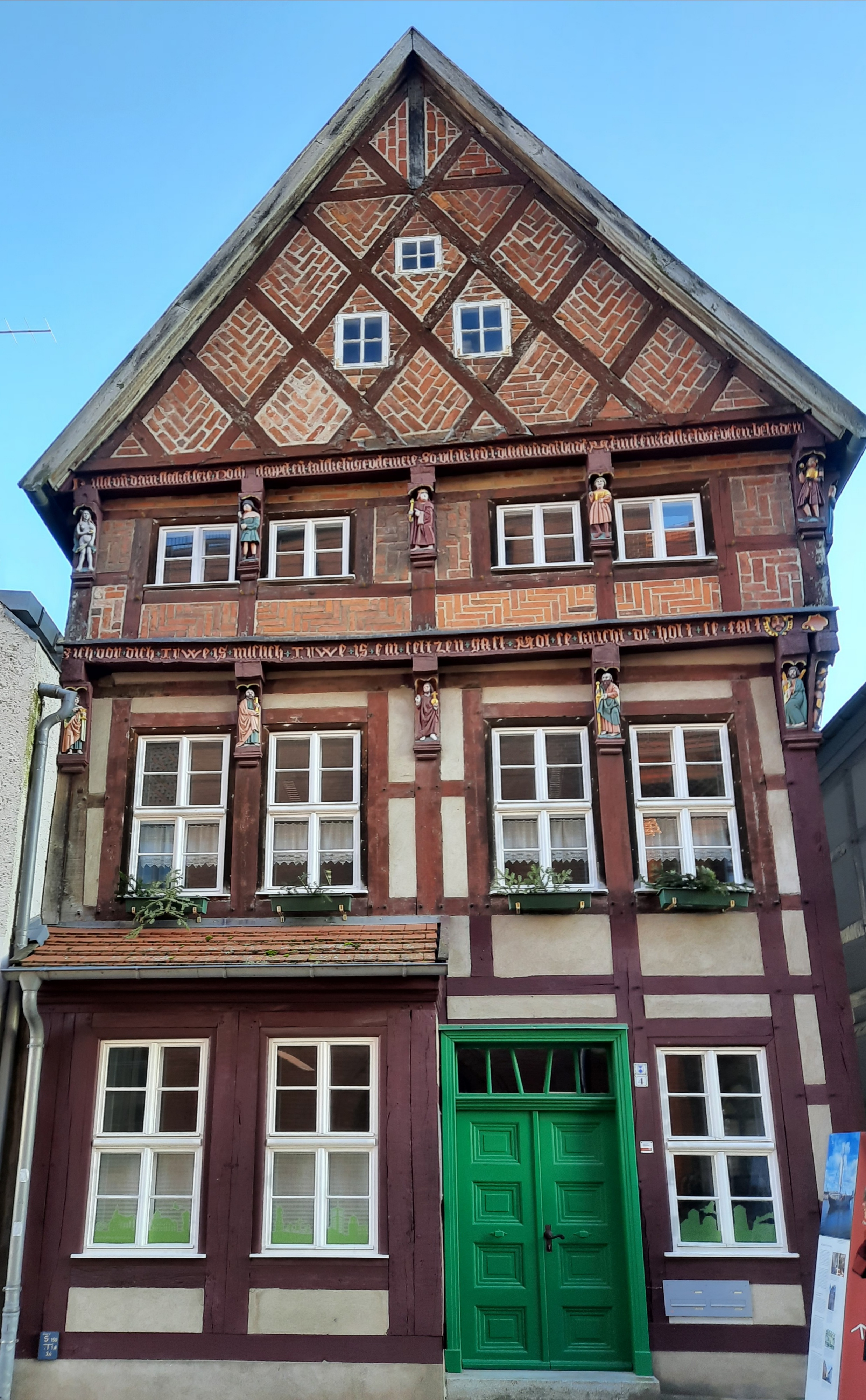
Ältestes Bürgerhaus der Stadt (1525), Am Markt

### Reformationszeit und Dreißigjähriger Krieg
Die von Martin Luther begonnene Reformation erhielt 1539 auch in Perleberg Einzug, was allerdings nicht ohne Kämpfe vonstattenging. Der Rat der Stadt und der Bürgermeister Konow waren Befürworter der von Kurfürst Joachim II. geförderten Reformation. Im Dezember desselben Jahres fand der letzte katholische Gottesdienst statt, worauf der katholische Pfarrer Mechow sein Amt niederlegte. Mit der Einführung der Reformation wurde die geistliche Gerichtsbarkeit abgeschafft und 1546 durch das Landgericht ersetzt, zu dessen Aufgaben zunächst vornehmlich Schuld- und Erbangelegenheiten zählten. Der erste Landrichter war der Perleberger Bürgermeister Konow.
Der Kurfürst erteilte 1558 der Stadt Perleberg das Privileg zur Gründung einer Schützengilde, um die Kunst der Kriegsführung zu pflegen. Kurz vor Beginn des 17. Jahrhunderts verbreitete sich die Pest in Perleberg. Die Schulen mussten zum Teil zeitweise geschlossen werden. Die Seuche kostete etliche Menschen das Leben.
Nachdem der Dreißigjährige Krieg ein paar Jahre an Perleberg vorbeigegangen war, wurde die Prignitz 1627 zum „Tummelplatz“ der dänischen, schwedischen und kaiserlichen Truppen. Die Befestigungswerke, Mauern, Tore und Türme konnten die Stadt nicht vor dem Eindringen bewahren. Aufgrund der zügellosen Lebensweisen der Soldaten brannten 40 Häuser im Jahre 1638 durch Unachtsamkeit nieder. Inzwischen hatten kaiserliche und sächsische Truppen ihr Lager in Perleberg aufgeschlagen, ehe sie dieses aufgaben und den Schweden die Stadt überließen. Diese raubten den Bürgern ihre Lebensmittel und die Einwohner mussten Bargeld als Kontribution abgeben. Die Schweden wurden jedoch wieder von den kaiserlichen Truppen unter dem Generalwachtmeister Johann Christoph von Puchheim vertrieben. Währenddessen waren bis zu 69 Kompanien in der Stadt stationiert. Die Häuser der Bürger wurden zum Teil als Ställe für die Pferde der Truppen des Kaisers genutzt. Jene Soldaten raubten genau wie die Schweden die Bürger aus. Der General von Puchheim empfahl den Perlebergern sogar, die Stadt zu verlassen. Als von Puchheim schließlich seine Truppen abzog, ließ er einen Trupp, bestehend aus 50 Mann, zur Sicherung hier. Diese Anzahl war aber viel zu gering, als dass sie die Stadt hätten beschützen können. So kam es am 15. November desselben Jahres zu folgendem Ereignis: einige 100 Reiter standen vor den Toren Perlebergs und baten um Einlass. Dies verweigerte der Schutztrupp jedoch, sodass es zum Kampf kam, bei dem die Reiter siegreich hervorgingen. Da dieser Aufwand nicht umsonst gewesen sein sollte, wollten sie die Stadt und ihre Bürger ausplündern. Aber es gab nichts mehr was es lohnte zu rauben, sodass die Reiter glaubten, dass die Bürger ihre Wertsachen versteckt hatten. Die Wut darüber entluden sie durch Folter, Mord und Schändung an der Bevölkerung – auch vor Kindern wurde nicht Halt gemacht. Nach ein paar Tagen ließ Puchheim diese Reiter durch Waffengewalt vertreiben. Neben dem Krieg verschlimmerte sich die Ausbreitung der Pest. Hunderte Bürger mussten durch die Seuche sterben. Als im Oktober 1636 die Schlacht bei Wittstock tobte, wurden die Verwundeten jener Schlacht nach Perleberg gebracht, was zur Verbreitung der Pest beitrug. Zwischen 1636 und 1638 raffte diese Seuche etwa 700 Personen hin. Von vormals 3.500 Einwohnern überlebten nur 300 die Schreckenstage, von 300 Wohnhäusern waren nur noch 127 bewohnbar. Erst 15 Jahre danach (1653) herrschten wieder einigermaßen ordentliche Zustände und der Rat der Stadt konnte wieder Sitzungen abhalten. Im selben Jahr wurden auch der Galgen auf dem Weinberg wieder aufgestellt, welcher während des Dreißigjährigen Krieges zerstört worden war.
Perleberg erholte sich nur sehr langsam von diesen Ereignissen, blieb aber weiter wichtigster Ort in der Prignitz. Wie auch in anderen Städten Brandenburgs dauerte es fast 200 Jahre, bis der Bevölkerungsstand wieder das Vorkriegsniveau erreichte.
Wenige Jahre nach der Beendigung des Dreißigjährigen Krieges wurde der Postkurs von Cölln a. d. Spree (Berlin) nach Hamburg eingerichtet, an dem Perleberg etwa auf halber Strecke lag.
Zwischen 1645 und 1665 fanden in Perleberg noch acht Hexenverbrennungen statt. Im Jahr 1707 wurde Gottfried Arnold als Prediger in der Perleberger Gemeinde angestellt.

### Wirtschaftliche Entwicklung im 18. und 19. Jahrhundert

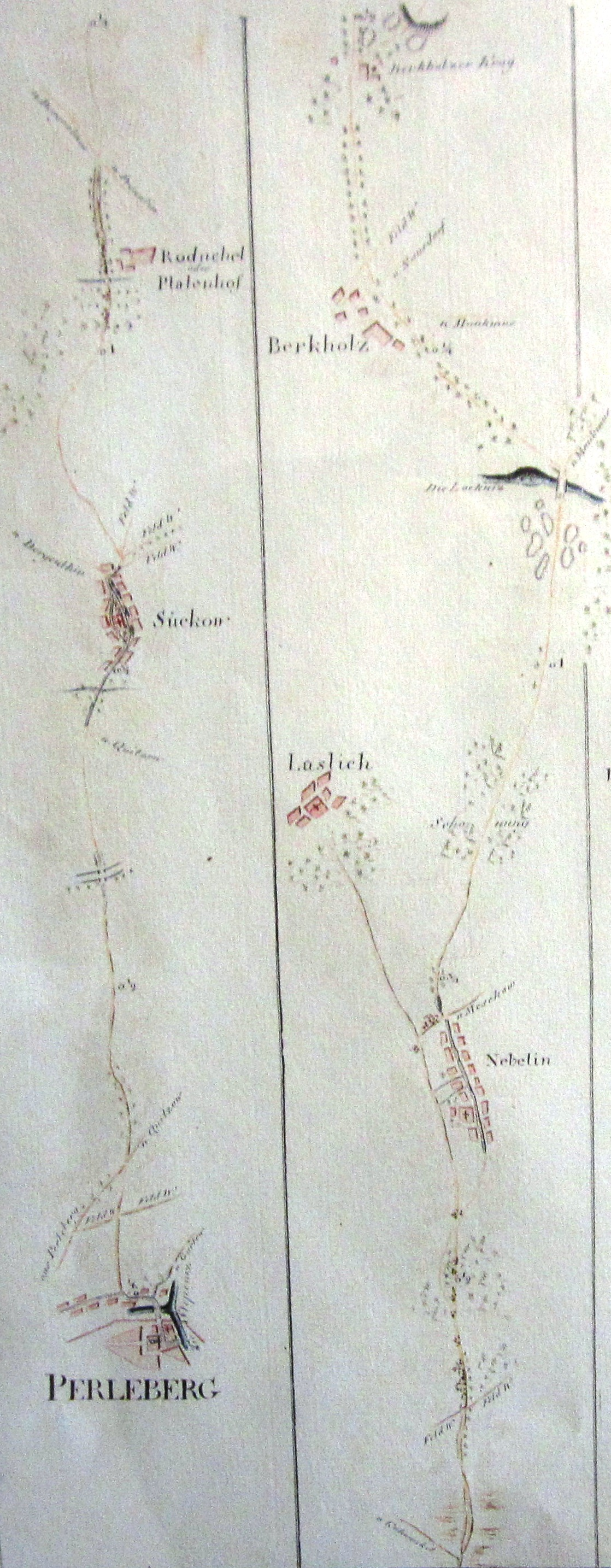
Verlauf der „Alten Hamburger Poststraße“ von Perleberg bis Birkholz, Vermessung Post-Cours von Berlin nach Hamburg, 1800 (MfK Berlin)

Ab 1724 war Perleberg eine Garnison der preußischen Kavallerie, ab 1772 lag eine ständige Garnison in Perleberg. Fortan bestimmte das militärische Leben auch die weitere Entwicklung der Stadt.
Von 1730 bis 1770 wuchs die Bevölkerungszahl in Perleberg um 30 Prozent; sie war hinter Wittstock die zweitgrößte Stadt der Prignitz. Die Gründung einer Ritterschaftsdirektion in Perleberg erfolgte 1777.
Die Ruine der St. Nikolaikirche wurde abgerissen und an ihrer Stelle Kasernen errichtet, in denen eine Schwadron des Kürassier-Regiments von Beeren (Altpreußisches K2) einzog. Dieses Regiment musste 1806 gegen Napoleon in die Schlacht bei Jena und Auerstedt in den Krieg ziehen. Die Kürassiere unterlagen den französischen Truppen jedoch, so dass Mitte Oktober die Franzosen in Perleberg einzogen, die Stadt plünderten und die Bürger ausraubten. Die Truppen zogen 1807 wieder ab, forderten aber weiterhin Kontributionen.
Am 27. Juni 1807 brannten durch einen Blitzeinschlag 20 Wohnhäuser und viele Ställe am Großen Markt, in der Kirch-, der Heiligegeist- und der Poststraße nieder.
Zu dem wohl bekanntesten Vermisstenfall in der Prignitz kam es am 25. November 1809. An diesem Tage verschwand der britische Gesandte Benjamin Bathurst auf bis heute ungeklärte Weise. Er war auf Dienstreise von Wien nach Hamburg und wurde von den Franzosen verfolgt. Der Rittmeister Friedrich von Klitzing hatte noch Untersuchungen angestrengt, welche aber ergebnislos blieben.
In Perleberg wurde 1812 eine uniformierte Bürgerwehr, „Bürgergarde“ genannt, gegründet. Die Schlachten gegen Napoléon gingen auch an Perleberg nicht spurlos vorbei: In der ganzen Prignitz meldeten sich um die 1000 Kriegsfreiwillige, die die Aufgabe hatten, die Franzosen nicht über die Elbe kommen zu lassen. Dies schafften sie schließlich auch und in einem Buch kann man folgendes lesen: „Sie wagten es nicht, sie fürchteten die handfesten Prignitzer.“ In Anerkennung und Dankbarkeit der Freiheitskämpfer wurde 1815 eine Eiche auf dem Platz westlich des alten Rathausgiebels gepflanzt.
Die Prignitz wurde 1817 verwaltungstechnisch geteilt und Perleberg Kreisstadt der Westprignitz.
Im Frühjahr 1821 gab es große Überschwemmungen. So stand zum Beispiel der Große Markt unter Wasser und die Holzbrücke am Mühlentor wurde weggeschwemmt. Sechs Jahre später riss man dann das Mühlentor, sowie das Parchimer und das Wittenberger Tor ab und es wurde mit dem Bau der Chaussee Berlin–Hamburg begonnen, die über Kyritz, Kletzke, Perleberg, Karstädt nach Ludwigslust führte (die heutige B 5). Die Reisezeit auf dieser Strecke wurde damit um mehr als die Hälfte verkürzt, anliegende Gasthäuser und Poststationen avancierten zu wichtigen Umschlagplätzen für Waren und Nachrichten.
In Perleberg entstanden einige Unternehmen. Der Perleberger C. L. Beutel, Erfinder der Perleberger Glanzwichse, begann im Jahr 1835 mit der fabrikmäßigen Produktion dieses Erzeugnisses, das er besonders gut an das ansässige Militär verkaufen konnte, das aber auch in Mecklenburg und Sachsen Bekanntheit erreichte. Außerdem stellten die Gebrüder Kürsten Perleberger Mostrich her. Allerdings konnte Perlebergs Entwicklung im Zuge der Industrialisierung mit anderen Städten, wie zum Beispiel der Nachbarstadt Wittenberge, nicht mithalten.
Zur Beleuchtung der Straßen wurden 1836 Öllampen an Ketten über die Straßen gehängt. Die erste Zeitung wurde im selben Jahr vom hier ansässigen Buchhändler Götze herausgegeben. Sie wurde in Rathenow gedruckt und nannte sich „Gemeinnütziges Wochenblatt für Perleberg und die Umgebung“. Seit 1837 wurde das Wochenblatt in der neu gegründeten Druckerei in Perleberg gedruckt.
Das Rathaus wurde 1836 abgerissen und von 1837 bis 1839 wurde ein neues errichtet. Der Rathaussaal und die Gerichtslaube, die zum Sitzungssaal wurde, sollten auf Befehl der Regierung erhalten bleiben, die Ratskellerwirtschaft musste jedoch schließen. Das Richtfest des neuen Rathauses und die Anbringung des Wetterhahns fanden am 26. November desselben Jahres statt. Während der Bauarbeiten wurde in der Mauer der sogenannten Tuchhalle über dem Gewölbe des alten Gebäudeteils eine gut erhaltene Hand, welche wahrscheinlich mit einem Schwert oder Beil abgehackt worden war, gefunden. Über den Grund gibt es mehrere Mutmaßungen. Die Wahrscheinlichste ist, dass sie als warnendes Beispiel – so wie es früher oftmals üblich war – neben einer Gesetzestafel der strafenden Gerechtigkeit dienen sollte.
Der Bau einer Bahnstrecke Berlin–Hamburg über Perleberg war 1840 geplant, wurde aber 1845 vom Minister abgelehnt. Logistische und wohl auch finanzielle Gründe führten zu dieser Absage. Schließlich entschied man sich, die Bahnstrecke über Wittenberge zu führen, da es mit der Elbe einen größeren Fluss besaß und leicht ein Bahnabzweig nach Magdeburg gebaut werden könnte. Im Jahre 1843 wurde die Wittenberger Chaussee nach dreijähriger Bauzeit fertiggestellt. Fünf Jahre danach wurde dann auch die Chaussee Perleberg–Pritzwalk für den Verkehr freigegeben (heute ein Teil der B 189).

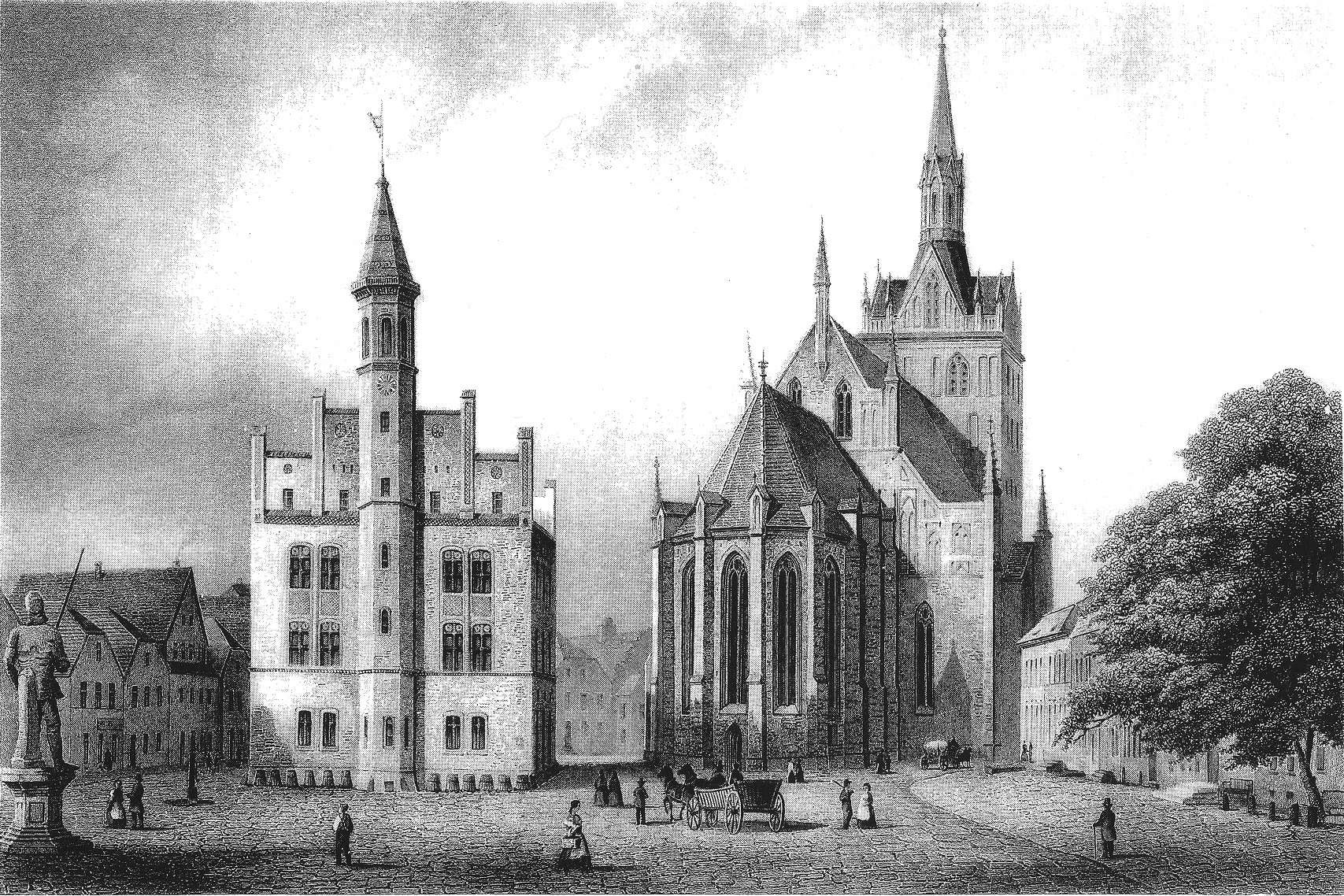
Der Markt in Perleberg. Stahlstich von Johann Poppel basierend auf einer Zeichnung von Julius Gottheil (vor 1860)

Das im Jahr 1848 nach Perleberg verlegte Schwurgericht tagte zum ersten Mal im Juni 1849 im Rathaussaal. Die erste Sparkasse wurde am Anfang des Jahres 1854 errichtet, um den Sparsinn der Bürger zu wecken. Anfang Juli desselben Jahres gründete der Lithograf Carl Krüger die erste Lithographie- und Steindruckerei, die später mit dem Druck der „Prignitzer Nachrichten“ beauftragt wurde. Die Freiwillige Feuerwehr Perleberg wurde 1869 unter Leitung des Maurermeisters Achtel gegründet.
Während des Deutsch-Französischen Krieges 1870/1871 waren in Perleberg 30 Offiziere und 15 Burschen als Gefangene untergebracht. Nicht ungewöhnlich war, dass die Offiziere in selbst gemieteten und möblierten Wohnungen lebten und sich frei in der Stadt bewegen durften. Sie mussten sich lediglich vormittags und abends in der Meldestelle melden. Zum Andenken an die gefallenen Soldaten in den Feldzügen 1864 (Deutsch-Dänischer Krieg), 1866 (Deutscher Krieg) und 1870/71 (Deutsch-Französischer Krieg) wurde 1882 ein Kriegerdenkmal auf dem Mühlenberg im Stadtpark errichtet.
Die Bahnstrecke Perleberg–Pritzwalk–Wittstock (heute auch: Prignitz-Express), welche von immenser Wichtigkeit war, wurde 1885 eröffnet und das Bezirkskommando von Havelberg nach Perleberg verlegt. Die Stadt galt bis 1892 als das „kleine Venedig“, denn es flossen überall kleine Kanäle durch die Innenstadt. Bis die Leute die Wasserläufe so sehr verunreinigt hatten, dass es sehr unangenehm roch, weswegen 1892 die Kanäle zugeschüttet wurden. Zwei Jahre darauf wurde der neue Friedhof in der Wilsnacker Straße eingeweiht, nachdem man den alten Georgenfriedhof an der Sophienstraße, der von den Ufern der Stepenitz bis zum Judenfriedhof reichte, geschlossen hatte.

### Von der Jahrhundertwende bis zum Zweiten Weltkrieg

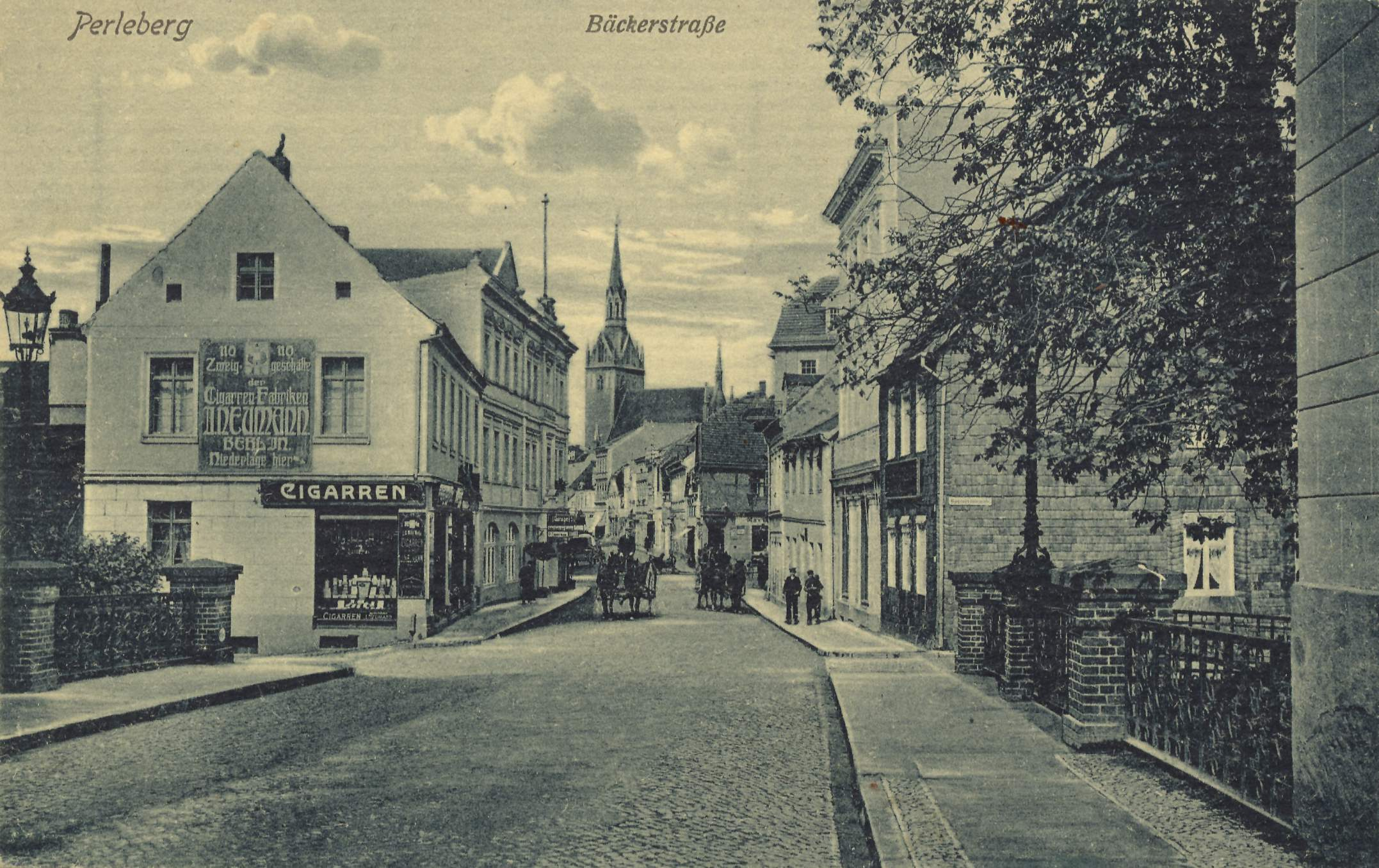
Bäckerstraße in Perleberg auf einer Postkarte (vor 1917)

Bei Arbeiten zum Bau der Kasernen in der Kurmärker Straße fand man 1903 weniger als einen Meter unter der Erdoberfläche Urnen in einer mit flachen und runden Steinen ausgelegten Vertiefung. Die meisten Urnen waren mit einem übergreifenden Deckel versehen und mit Asche von Verstorbenen gefüllt. Die Knochen waren in kleinen, zerstückelten Teilchen vorhanden. Auf diesen lagen oftmals Schädelreste und über diesem noch Bronze-Grabbeigaben, die vermutlich aus dem 4. Jahrhundert nach Christus stammen.
Im Mai 1905 fand man mehrere gut erhaltene Formsteine der im Jahre 1632 durch Blitzeinschlag zerstörten St. Nikolaikirche auf dem St.-Nikolai-Platz bei Ausschachtungsarbeiten für die Kanalisation. Von 1903 bis 1905 erhielt Perleberg, parallel zum Kasernenbau, moderne und hygienische Trinkwasserversorgungs- und Kanalisationsanlagen. Weiterhin eröffnete in Perleberg das Städtische Krankenhaus und man gründete ein Museum, um die Funde aus dem Königsgrab von Seddin zu zeigen. Heute werden davon nur noch Kopien in Perleberg aufbewahrt.
Ein Jahr später (1906) pflasterte man die Wittenberger Straße, die Krämerstraße, die Bäckerstraße und den Schuhmarkt. Außerdem wurde der Bürgersteig erneuert und verbreitert, und man ersetzte die Mühlentorbrücke, die zu dieser Zeit noch aus Holz bestand, durch eine aus Beton.
In den Jahren 1910 und 1911 wurde die 65 Kilometer lange Westprignitzer Kreisringbahn Perleberg–Karstädt–Klein Berge in Normalspur gebaut und eröffnet. In Gedenken an „Turnvater“ Friedrich Ludwig Jahn ließ die Stadt im Jahre 1912 ein Denkmal im Hagen errichten.
Nach 100 Jahren wirtschaftlichen Aufschwunges begann 1914 mit dem Ersten Weltkrieg ein dunkles Kapitel für Perleberg und ganz Deutschland. Als der Krieg am 1. August mit der Kriegserklärung Deutschlands an Russland ausbrach, herrschte eine große Euphorie im gesamten Deutschen Reich, was zur Folge hatte, dass sich viele Perleberger Schüler, Studenten und junge Lehrer freiwillig zum Kriegsdienst beim ortsansässigen Feld-Artillerieregiment Nr. 39 meldeten. Doch schon nach den ersten Wochen wurde durch die ersten Verlustmeldungen klar, dass der Krieg nicht in kurzer Zeit zu gewinnen sein würde. In Perleberg richtete man zur Versorgung der Verletzten sieben Hilfslazarette ein. Die meisten Schwerverwundeten starben trotz der aufopferungsvollen Hilfe der freiwilligen Krankenschwestern. Auf dem Perleberger Friedhof fanden viele ihre letzte Ruhe. Man errichtete 1922, vier Jahre nach dem Kriegsende, für die dort beigesetzten Soldaten einen Gedenkstein.
Obwohl die sich dem Krieg anschließende Novemberrevolution in Perleberg unblutig verlief, hatte die Stadt mit den Folgen des Ersten Weltkrieges zu kämpfen. Durch die Inflation war man auch in Perleberg zum Druck von Notgeld gezwungen. Weiterhin herrschte in der Rolandstadt auch Wohnungsnot, weshalb die Baudeputation neue Gebäude bauen und Wohnungen in leerstehenden Häusern einrichten sollte. So entstanden u. a. erste Siedlungen in der Kurmärker Straße und in der Hagenstraße, die Waldsiedlung und ein fast neuer Stadtteil in der Siedlung an der Lanzer Chaussee.
Zusätzlich zu der Wohnungsnot waren viele Perleberger arbeitslos. Um der Arbeitslosigkeit ein wenig Abhilfe zu schaffen, wurden die Erwerbslosen mit Pflasterungs- und Wegeverbesserungsarbeiten beschäftigt. Außerdem vergrößerten sie den Beyerteich, befestigten das Ufer und schufen Promenadenwege ringsherum. Weiterhin errichtete man zwischen der Quitzower Straße und der Karl-Liebknecht-Straße eine Stadthalle, indem man dort einen alten Getreidespeicher kaufte und diesen ausbaute. Neben der Stadthalle schuf man eine für damalige Verhältnisse moderne Turnhalle und einen Sportplatz. Die äußerst schlechte Arbeitsmarktsituation verschärfte sich während der Weltwirtschaftskrise weiter. Außerdem brannten 1926 die Stadtmühle und 1930 die Neue Mühle ab.
Wie in ganz Deutschland gewannen in den 1930er Jahren die rechten Parteien wie die NSDAP auch in Perleberg und der Prignitz an politischem Einfluss. Ab 1933 wurden linke Gegner, darunter auch etliche Führungskräfte der SPD, KPD und der Gewerkschaften, verhaftet und in das von Nationalsozialisten eingerichtete Sammellager in der Feldstraße gebracht. Ein Teil der Inhaftierten ließ man ins KZ Sachsenhausen abtransportieren – viele kamen nie wieder zurück.

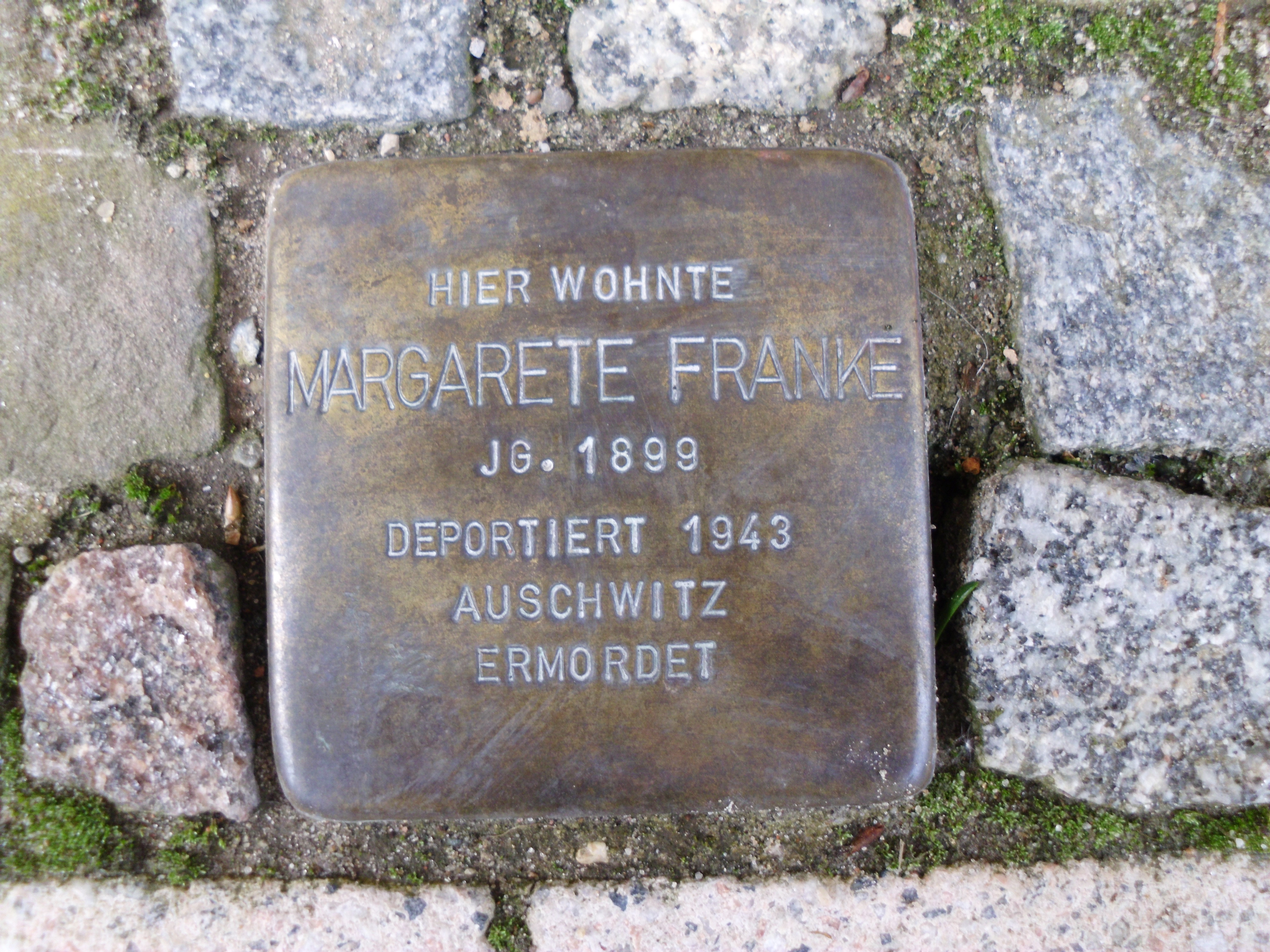
Stolperstein für die in Auschwitz ermordete Perlebergerin Margarete Franke

Nachdem Nationalsozialisten in den hohen Leitpositionen eingesetzt und die allgemeine Wehrpflicht eingeführt worden war, stationierte man Truppen der Wehrmacht in den Perleberger Kasernen. Auf dem Gelände des ehemaligen Gutes Tonkital wurde 1936 ein Militärflugplatz errichtet. Am 9. November 1938 kam es auch in Perleberg zur Reichspogromnacht. Auf dem Markt hielt der NSDAP-Ortsgruppenleiter eine Hetzrede, um die Massen gegen die Juden aufzustacheln. Infolgedessen begann man die Juden auf das Schrecklichste zu demütigen, ihre Wohnungen zu zerstören, den Judenfriedhof zu verwüsten und zu schänden.
Am 25. August 1939 feierte Perleberg sein 700-jähriges Bestehen mit einem Festumzug.
Mit Ausbruch des Zweiten Weltkrieges meldeten sich – wie schon im Ersten Weltkrieg – viele Freiwillige, darunter etliche junge Menschen, die gerade mit der Schule fertig waren. Gefördert wurde dies durch Tage der offenen Türen in Kasernen und durch den vom Nationalsozialismus geprägten Unterricht. Als der Krieg langsam sein Ende fand und die Bomber aus Großbritannien über Perleberg hinweg nach Berlin flogen, bombardierten diese auch den Flugplatz in Perleberg. Viele Bürger flohen gen Westen, in der Hoffnung, dort von den Briten und US-Amerikanern milder empfangen zu werden als von den Rotarmisten, die vom Osten her vorrückten. Bevor letztere in Perleberg einmarschieren konnten, wurden im Süden noch zwei Brücken gesprengt. Der Zweite Weltkrieg forderte in Perleberg 501 Opfer.

### Sowjetische Besatzungszone und DDR-Zeit

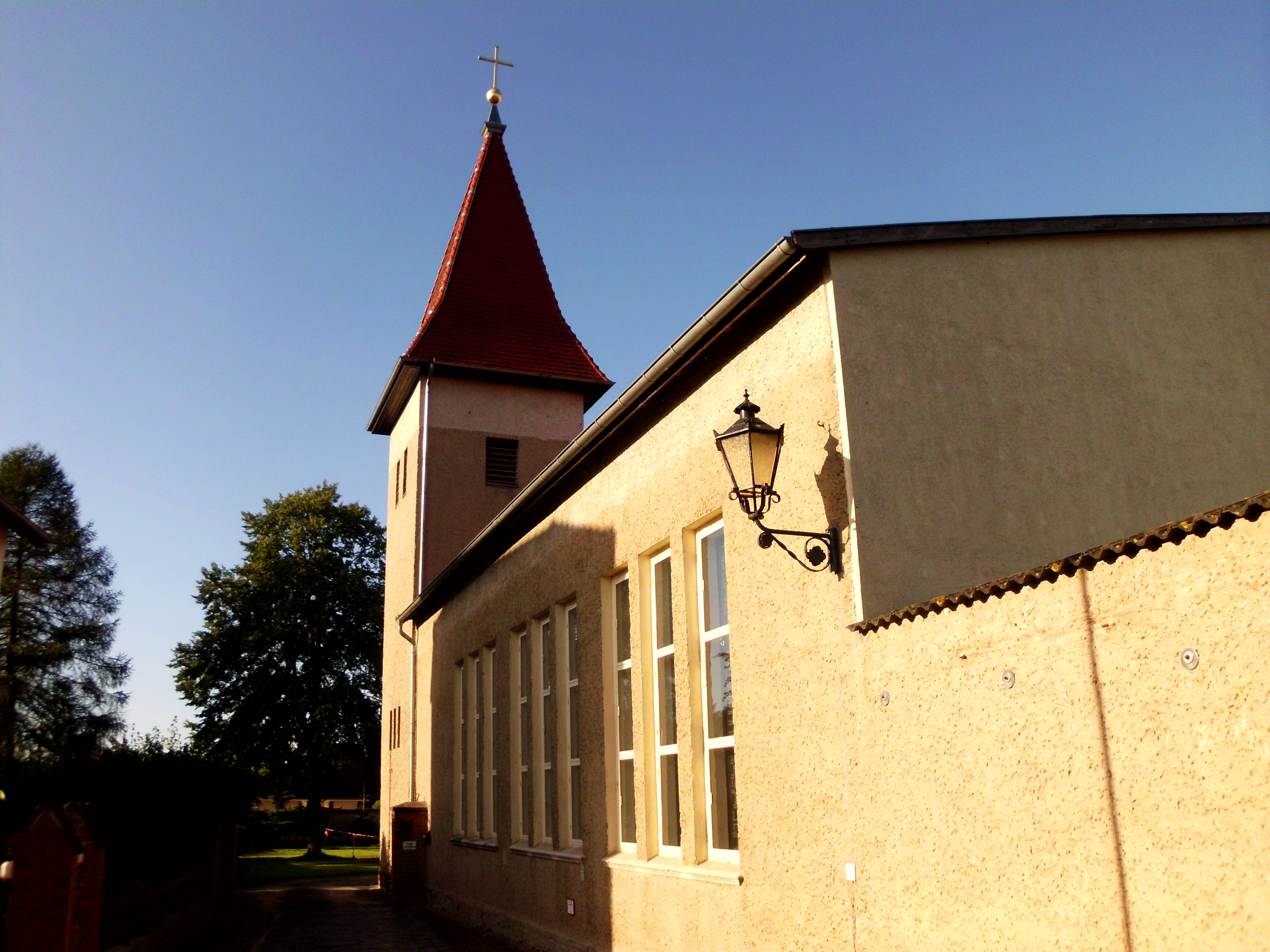
Katholische Kirche, bis 1953 starker Gemeindezuwachs durch schlesische Vertriebene

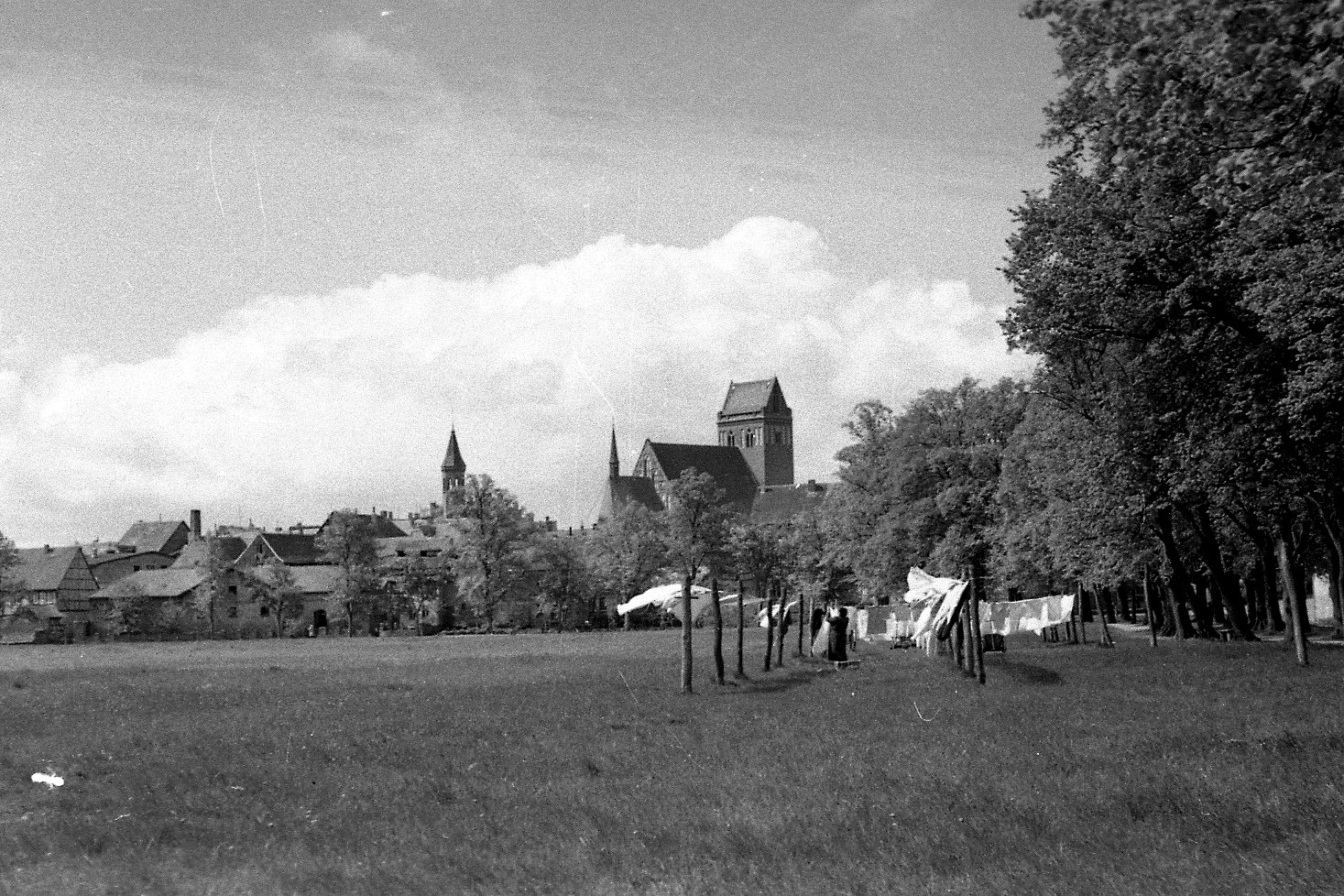
Stadtansicht 1954

Ab 1945 war Perleberg Garnison der Sowjetarmee. Bis 1991 war hier die 21. motorisierte Schützendivision stationiert. In Perleberg lag außerdem die Unteroffiziersschule Egon Schultz der Grenztruppen der DDR.
Perleberg wurde 1952, nach der Auflösung des Landes Brandenburg und der Neubildung von Bezirken, in der DDR Kreisstadt im gleichnamigen Kreis Perleberg, der als einzige ehemals und heute wieder brandenburgische Region dem ansonsten mecklenburgischen Bezirk Schwerin zugeordnet wurde.
Im selben Zeitraum schuf man zur Belebung der Wirtschaft Großhandelsbetriebe wie den Schlachthof, die Gärtnerische Produktionsgenossenschaft, das Gewerbegebiet Quitzow und das Ausrüstungskombinat Düpow.
Im Jahr 1964 wurde der Perleberger Tierpark angelegt.

### Perleberg im wiedervereinigten Deutschland
Mit der Bildung der Länder nach der Wende wurde der Kreis Perleberg im Rahmen einer Volksabstimmung wieder dem Land Brandenburg (und nicht Mecklenburg-Vorpommern) zugeordnet und 1993 wurde Perleberg Kreisstadt des neu gebildeten Landkreises Prignitz.
Im Juni 1993 führte die Stepenitz ungewöhnliches Hochwasser, das auch Teile der Perleberger Altstadt überflutete. Daraufhin wurde am Oberlauf der Stepenitz bei Neue Mühle ein Hochwasserrückhaltebecken in Form eines Hauptschlusses errichtet.
Am 12. März 1997 endete mit dem Abzug des zuletzt hier stationierten Sanitätsbataillons der Bundeswehr für die Garnisonsstadt Perleberg eine 300-jährige Militärtradition.
Im Dezember 1999 wurden der Neubau und die teilweise Rekonstruktion der Kreisverwaltung in Perleberg beendet, am 6. Februar 2003 ein Neubau des Kreiskrankenhauses Prignitz fertiggestellt. Mit rund 12.000 Einwohnern ist sie nach Wittenberge die zweitgrößte Stadt im Landkreis. Seit dem 5. September 2016 wurde der Stadt Perleberg die zusätzliche Bezeichnung Rolandstadt verliehen. Ein entsprechender Beschluss wurde durch die Stadtverordnetenversammlung am 21. Juli 2016 gefasst. Wie das Ministerium des Innern und für Kommunales des Landes Brandenburg mit Schreiben vom 16. August 2016 mitteilte, bestanden gegen die Verleihung dieser Zusatzbezeichnung an die Stadt keine Bedenken.

### Eingemeindungen
Am 3. Juli 1972 wurde Düpow eingemeindet und am 1. Mai 1973 folgte Spiegelhagen. Groß Linde (mit Lübzow und Gramzow) und Rosenhagen kamen am 1. Januar 1974, Dergenthin, Quitzow (mit Schönfeld und Groß Buchholz) und Sükow erst am 6. Dezember 1993 hinzu.

## Bevölkerungsentwicklung
| Jahr | Einwohner |
| ---- | --------- |
| 1620 | 3.500     |
| 1648 | ca. 500   |
| 1697 | 1.137     |
| 1750 | 2.110     |
| 1800 | 2.432     |
| 1849 | 6.304     |

| Jahr | Einwohner |
| ---- | --------- |
| 1875 | 07.595    |
| 1890 | 07.565    |
| 1910 | 09.662    |
| 1925 | 10.233    |
| 1933 | 11.100    |
| 1939 | 12.342    |

| Jahr | Einwohner |
| ---- | --------- |
| 1946 | 13.701    |
| 1950 | 13.710    |
| 1964 | 13.117    |
| 1971 | 13.573    |
| 1981 | 14.727    |
| 1985 | 14.385    |

| Jahr | Einwohner |
| ---- | --------- |
| 1990 | 13.728    |
| 1995 | 14.596    |
| 2000 | 13.907    |
| 2005 | 13.094    |
| 2010 | 12.332    |
| 2015 | 12.204    |

| Jahr | Einwohner |
| ---- | --------- |
| 2020 | 12.035    |
| 2021 | 12.007    |
| 2022 | 12.205    |
| 2023 | 12.147    |
| 2024 | 12.022    |

*  1697: nur Erwachsene

Gebietsstand des jeweiligen Jahres, Einwohnerzahl: Stand 31. Dezember (ab 1991), ab 2011 auf Basis des Zensus 2011, ab 2022 auf Basis des Zensus 2022

## Politik

### Stadtverordnetenversammlung
Die Stadtverordnetenversammlung von Perleberg besteht entsprechend der Einwohnerzahl der Stadt aus 22 Stadtverordneten und dem hauptamtlichen Bürgermeister. Die Kommunalwahl am 9. Juni 2024 führte bei einer Wahlbeteiligung von 59,6 % zu folgendem Ergebnis:
| Partei / Wählergruppe             | Stimmenanteil 2019 | Sitze 2019 |  | Stimmenanteil 2024 | Sitze 2024 |
| --------------------------------- | ------------------ | ---------- |  | ------------------ | ---------- |
| AfD                               | –                  | –          |  | 22,8 %             | 3          |
| CDU                               | 21,7 %             | 5          |  | 18,8 %             | 4          |
| Die Linke                         | 19,6 %             | 4          |  | 18,3 %             | 4          |
| SPD                               | 16,3 %             | 4          |  | 12,9 %             | 3          |
| Perleberger Stadtwächter (WGPS)   | 20,6 %             | 4          |  | 07,2 %             | 2          |
| Freie Wähler Perleberg            | 08,1 %             | 2          |  | 07,0 %             | 2          |
| FDP                               | 08,7 %             | 2          |  | 05,7 %             | 1          |
| Bauern und ländliche Region (BLR) | –                  | –          |  | 03,6 %             | 1          |
| Einzelbewerberin Anne Petrick     | –                  | –          |  | 02,1 %             | –          |
| Bündnis 90/Die Grünen             | 04,9 %             | 1          |  | 01,7 %             | –          |
| Insgesamt                         | 100 %              | 22         |  | 100 %              | 20         |

Bei der Wahl 2024 entfielen auf die AfD fünf Sitze, von denen zwei unbesetzt bleiben, weil die Partei nur drei Kandidaten nominiert hatte.

### Bürgermeister
- 2007–2015: Fred Fischer (parteilos)
- 2015–2022: Annett Jura (SPD)
- seit 2022: Axel Schmidt (parteilos)

Nach dem Tod des damaligen Bürgermeisters Manfred Herzberg wurde in einer Stichwahl am 11. Februar 2007 mit 69,4 Prozent der abgegebenen Stimmen der parteilose Kandidat Fred Fischer (unterstützt von der PDS) vor seinem ebenfalls parteilosen Mitbewerber Hans Rothbauer (unterstützt von der SPD und CDU), der 30,6 Prozent der abgegebenen Stimmen erhielt, für eine Amtsdauer von acht Jahren gewählt. Fred Fischer trat am 11. Februar sein neues Amt an. Aufgrund von Vorwürfen, Fischer habe verschwiegen, während seiner Militärzeit Inoffizieller Mitarbeiter des Ministeriums für Staatssicherheit gewesen zu sein, wurde er am 4. Mai 2012 durch einen Beschluss der Stadtverordnetenversammlung vom Dienst suspendiert. Das Verwaltungsgericht Potsdam bestätigte diese Entscheidung in einem Eilverfahren mit Beschluss vom 20. Februar 2013. Nach einer Beschwerde Fischers setzte das Oberverwaltungsgericht Berlin-Brandenburg diesen Beschluss im April 2013 aus, da er nicht von der Stadtverordnetenversammlung, sondern durch eine davon unabhängige Wahl in dieses Amt gelangt war.
Annett Jura (SPD) wurde in der Bürgermeisterwahl am 18. Januar 2015 mit 54,5 % der gültigen Stimmen gewählt. Ihre Amtszeit endete am 13. Mai 2022. Sie hatte ihr Amt niedergelegt, weil sie als Abteilungsleiterin ins Bundesbauministerium wechselte. Die Bürgermeisterneuwahl fand am 18. September 2022 statt. Im ersten Wahlgang erreichten Thomas Domres (Die Linke, 32,7 %) und Axel Schmidt (CDU/FDP, 30,0 %) die meisten Stimmen. In der daraufhin notwendigen Stichwahl konnte sich am 9. Oktober 2022 Schmidt mit 54,9 % der Stimmen gegen Domres (45,1 %) durchsetzen. Seine Amtszeit beträgt acht Jahre.

### Wappen
Der größte Teil der heutigen Farbgebung des Perleberger Wappens stammt aus dem 19. Jahrhundert. Die älteste bekannte farbliche Darstellung ist in Johann Christoph Bekmanns Buch Historische Beschreibung der Chur und Mark Brandenburg (Band 2) aus dem Jahre 1753 zu finden. Sie zeigt einen achtstrahligen, roten Stern auf weißem Grund.
| Wappen von Perleberg | Blasonierung: „In Blau ein achtstrahliges goldenes Spornrad, bewinkelt von acht silbernen Perlen; in der Mitte des Spornrades innerhalb eines goldenen Perlenringes eine große silberne Perle.“ |
| Wappen von Perleberg | Wappenbegründung: Das Wappen von Perleberg ist ein redendes Wappen, dessen Form vom ältesten Stadtsiegel (SIGILLVM BVRGENSIVM IN PERLEBERCH) aus dem Anfang des 14. Jahrhunderts abstammt. Ihm liegt nach mehreren im Laufe der Zeit erfolgten geringfügigen Veränderungen bereits die heutige Wappenform zugrunde. Möglicherweise sollte die große Perle die Stadt Perleberg als ehemaligen Hauptort der Prignitz versinnbildlichen, während die von ihr überstrahlten acht kleinen Perlen die anderen Prignitzstädte symbolisch darstellen könnten, deren Anzahl meist um die acht schwankte. |

### Flagge
„Die Flagge ist Blau – Weiß (1:1) gestreift und mittig mit dem Stadtwappen belegt.“

### Dienstsiegel
Das Dienstsiegel zeigt das Wappen der Stadt mit der Umschrift ROLANDSTADT PERLEBERG • LANDKREIS PRIGNITZ.

### Städtepartnerschaften
Perleberg unterhält städtepartnerschaftliche Beziehungen mit Kaarst in Nordrhein-Westfalen, Pinneberg und Norderstedt in Schleswig-Holstein, des Weiteren mit dem polnischen Szczawnica.

## Sehenswürdigkeiten und Kultur

### Bauwerke
- historische Wohn- und Geschäftshäuser, unter anderem Großer Markt 4 (1525 errichtet), Bäckerstraße 1, Schuhmarkt 1 (16. Jahrhundert), Ensemble von Giebelhäusern am Kirchplatz 9–12, Mönchort 7 (19. Jahrhundert); BIG (älteste von fünf mittelalterlichen Wassermühlen, 14. Jahrhundert)
- Judenhof aus dem Mittelalter
- Wasserturm (Jugendstil, 1906/07)
- Hotel Deutscher Kaiser

#### Pfarrkirche St. Jakobi
Die frühestete urkundliche Erwähnung der stadtbildprägenden St.-Jakobikirche stammt aus dem Jahr 1294. Die dreischiffige gotische Hallenkirche wurde aus Backstein auf einem Feldsteinsockel in drei Bauabschnitten errichtet. Ihr Turm erfuhr auch in den darauffolgenden Jahrhunderten wiederholt Veränderungen, wobei mehrfach Stürme und durch Blitzschlag verursachte Brände die Turmspitze zerstörten. Zuletzt wurde sie nach einem Brand im Jahr 1916 durch ein einfaches Satteldach ersetzt. Die Kirche steht auf dem Kirchplatz im historischen Stadtkern, im Süden, Westen und Norden umringt von denkmalgeschützten Häusern. Im Osten schließt sich der Große Markt mit Rathaus und Roland an.

#### Roland

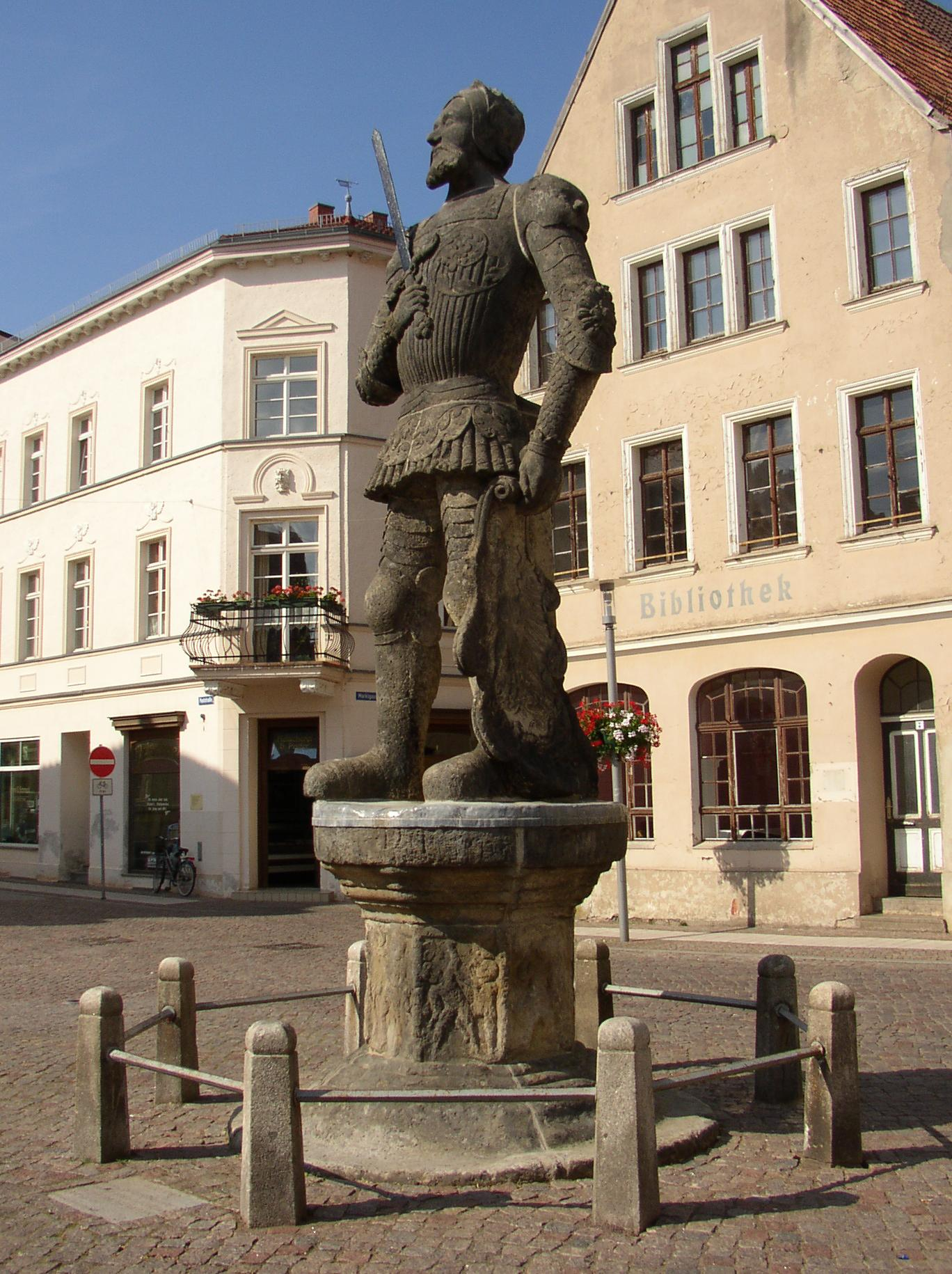
Roland vor der ehemaligen Bibliothek

Der Perleberger Roland befindet sich auf der nordöstlichen Seite des Großen Marktes vor der ehemaligen Bibliothek. Bereits 1498 wird die Rolandsfigur erwähnt; 1546 erfolgte eine Neuaufstellung aus Sandstein. Auftraggeber war die Gemeinde und ausgeführt wurde die Arbeit durch ortsansässige Handwerker. Die Figur hat eine Höhe von 4,26 Meter und fällt durch die reichverzierte Wehr auf. Der sogenannte Maximiliansharnisch ist ein besonderer Schmuck der Statue.

#### Rathaus

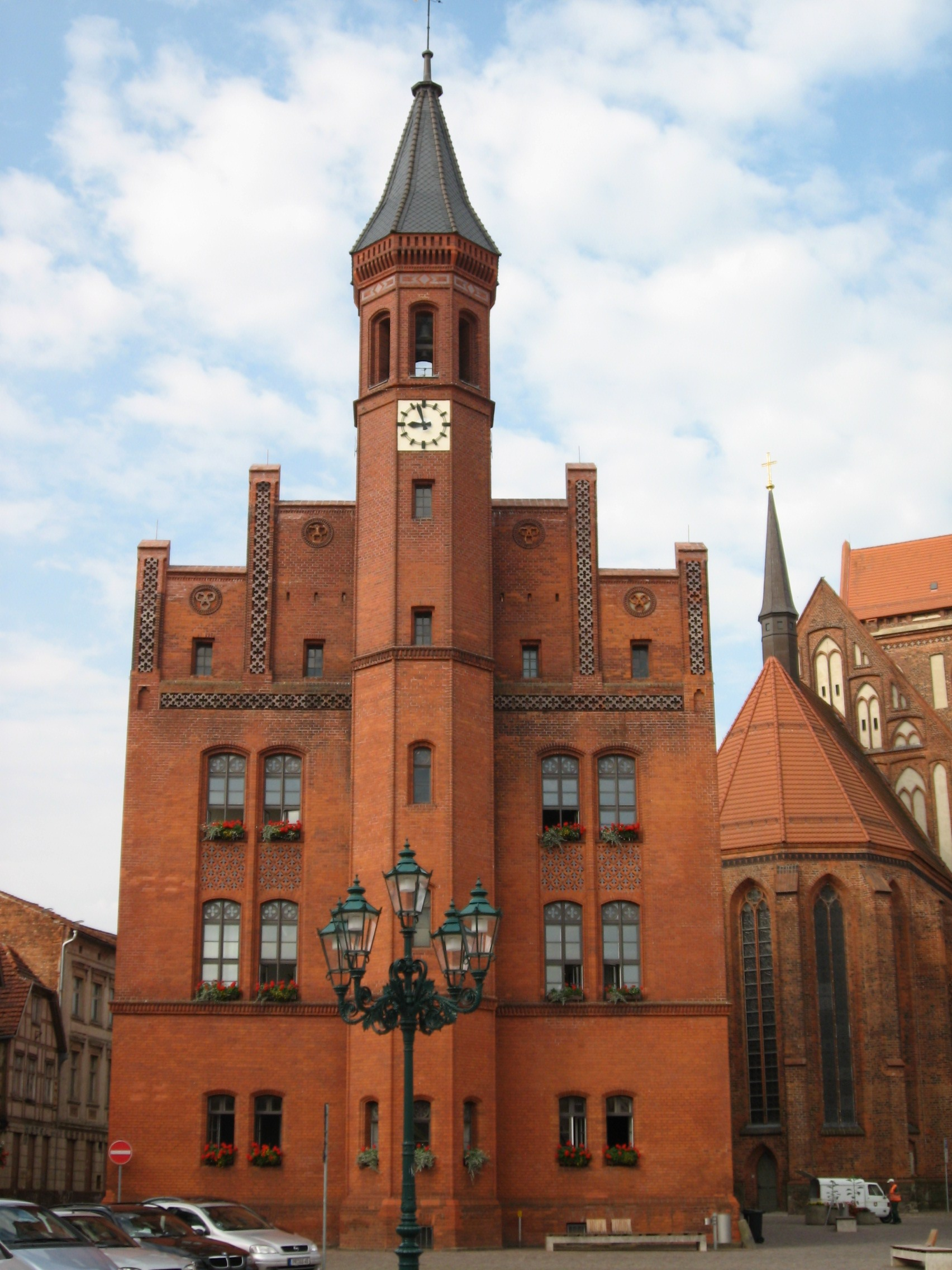
Ostseite des Rathauses

Quellen aus dem Jahre 1347 bezeugen erstmals die Existenz eines Perleberger Rathauses. Wann es genau entstanden ist, lässt sich nicht sagen. Das heutige Rathaus weist zwei verschiedene Baustile auf: spätmittelalterliche Gotik und Neugotik aus der ersten Hälfte des 19. Jahrhunderts. Bei dem Westteil handelt es sich um einen gotischen Backsteinbau, welcher außen mit sieben Strebepfeilern am dreistufigen Treppengiebel versehen ist. Das Erdgeschoss des Westteils diente damals als Gerichtslaube. Nachdem in ihm zwischenzeitlich die Kreisbibliothek untergebracht war, wird es heute als Trausaal genutzt. Über diesem befand sich die Rats- und Schöppenstube. Die Kellergewölbe waren wahrscheinlich Teil des Ratskellers.
Den stilistischen Merkmalen des Westteils nach zu urteilen, stammt der Bau aus der ersten Hälfte des 15. Jahrhunderts. Das bedeutet, dass dieses schon ein Nachfolgebau ist und man nicht weiß, wie das ursprüngliche Rathaus aussah bzw. ob es überhaupt an selbigem Platz stand.
Im Jahre 1836 wurde der breite östliche Teil abgerissen und im Verlauf der folgenden drei Jahre durch einen dreistöckigen, vom Architekten Friedrich August Stüler geplanten Backsteinbau ersetzt. Der zweistöckige Westteil blieb jedoch erhalten. Am 26. November 1839 wurde Richtfest gefeiert.

#### Wallgebäude
Das Wallgebäude, fälschlicherweise häufig Gänseburg genannt, befindet sich in der Puschkinstraße direkt neben dem Gottfried-Arnold-Gymnasium und dem Hagen. Ursprünglich umflossen vier Wasserarme, von denen der südliche wohl künstlich angelegt wurde, das Gebäude. Es wird vermutet, dass sich an dieser Stelle bereits vor dem 12. Jahrhundert ein slawischer Burgwall befand. Erstmals schriftlich wurde das Wallgebäude im Jahre 1310 und 1317 erwähnt. In letzterem Dokument übereignet Markgraf Waldemar dem Perleberger Rat dieses Grundstück („fossatum castri in perleberch dictum in vulgari wal“). Später – wohl im 14. Jahrhundert – stand an dieser Stelle vermutlich ein Wohnhaus, welches „dat slot to perleberghe“ genannt wurde. Erst 1852 ließ man den Graben um das Gebäude zuschütten. Im Laufe der Zeit wandelte der Wall immer wieder seine Funktion: er diente als Gästehaus, beherbergte eine Rüstkammer, bot städtischen Wachmannschaften Unterkunft, wurde als Schule genutzt und noch einiges mehr. Seit der umfassenden Sanierung des Wallgebäudes in den 1990er Jahren befanden sich dort die Kreisbibliothek, ein Restaurant, die Stadtinformation, die Kreisvolkshochschule, das Medienzentrum und die Museumsgalerie. Derzeit befinden sich dort nur noch ein Restaurant und die Stadtbibliothek. Die Stadtbibliothek wird in den nächsten Jahren ebenfalls aus den Gebäuden ausziehen und einen neuen Standort auf dem Großen Markt bekommen.
Neben der Stadtbibliothek steht der einzige erhaltene Stadtmauerturm mit einigen Mauerresten. Diese Zeugnisse des mittelalterlichen Perlebergs stammen aus dem 13. und 14. Jahrhundert. Der Turm wurde in der heutigen Form erst in den 1930er Jahren aufgestockt.

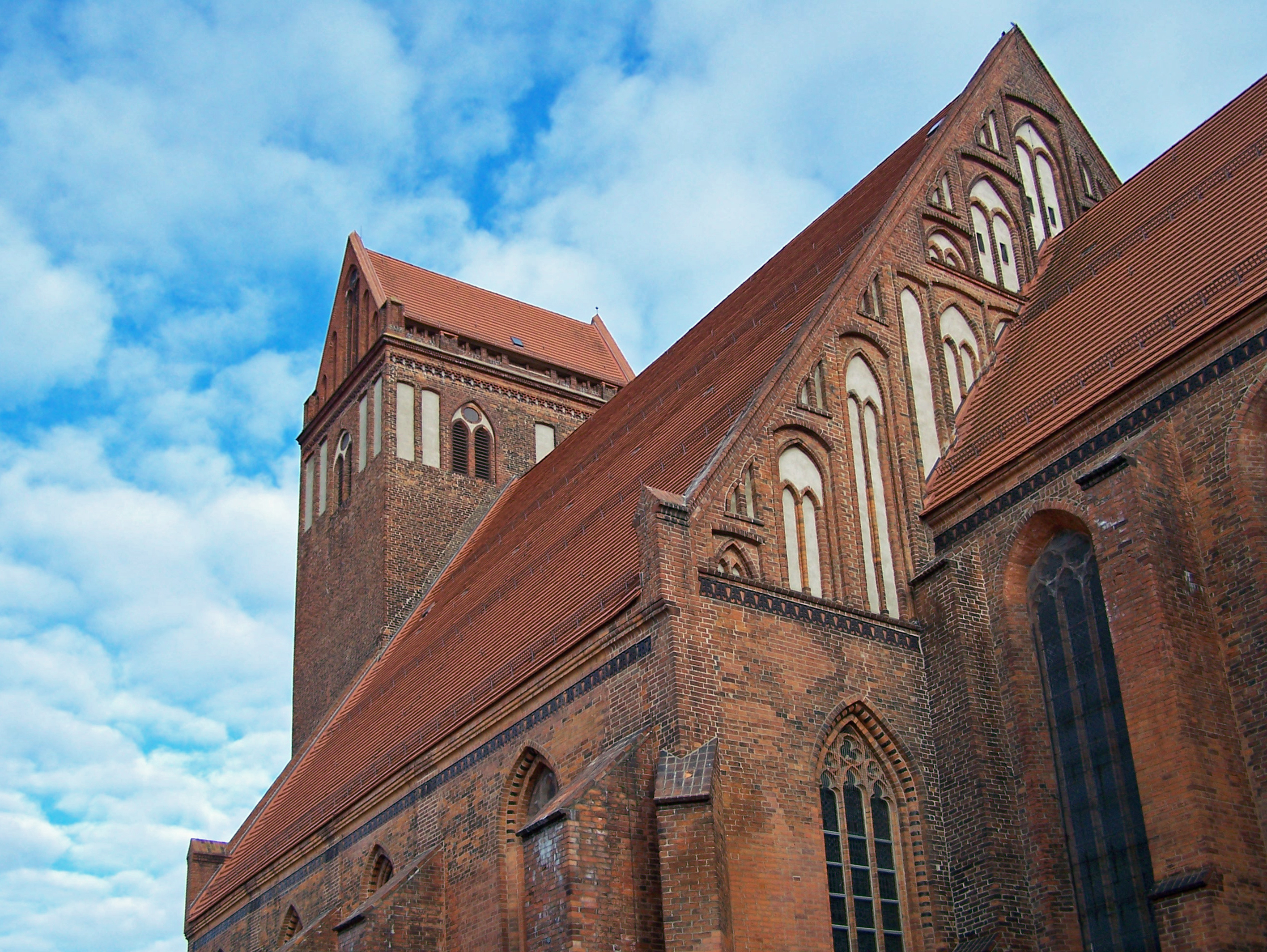
Jakobikirche
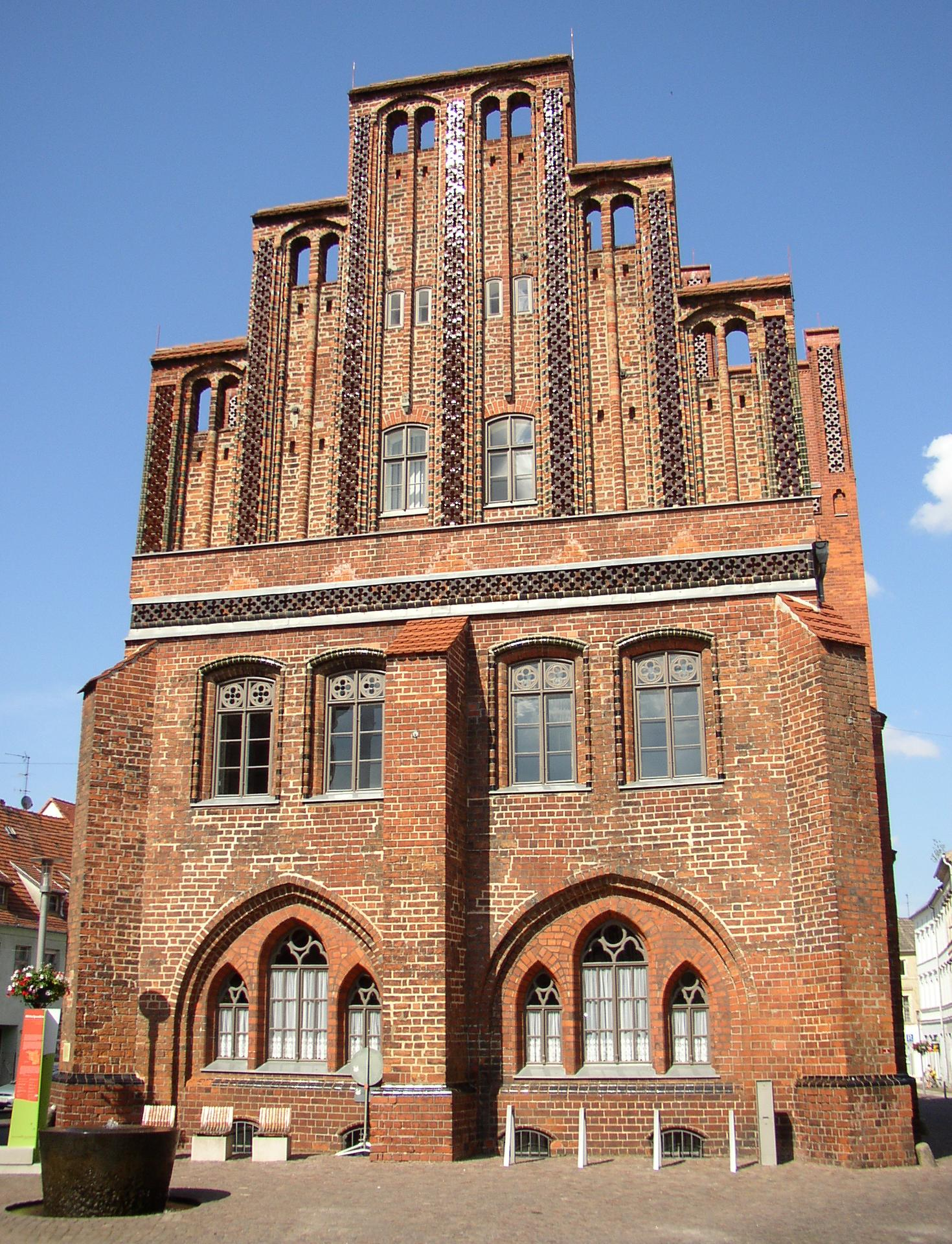
Rathaus
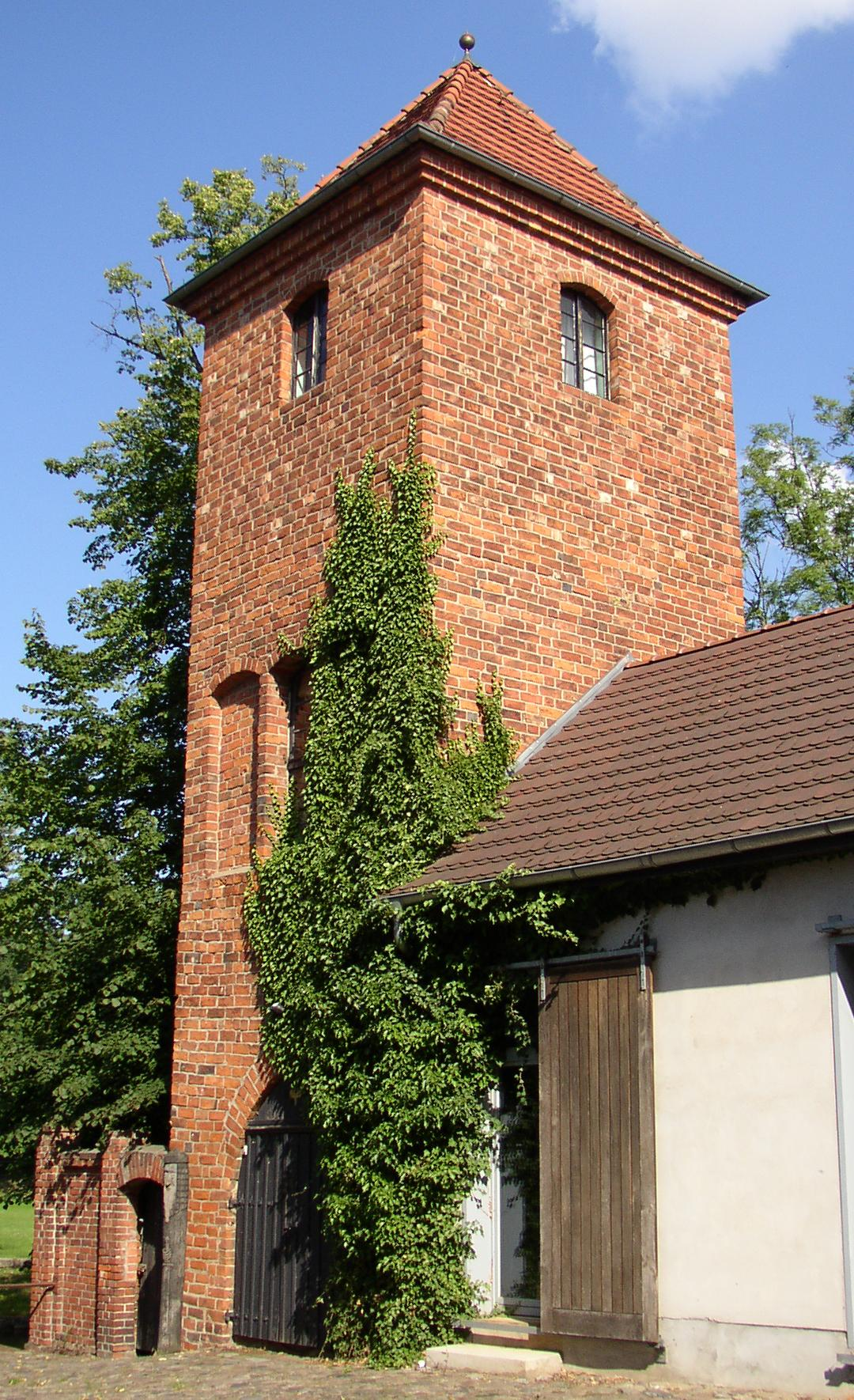
Wachturm
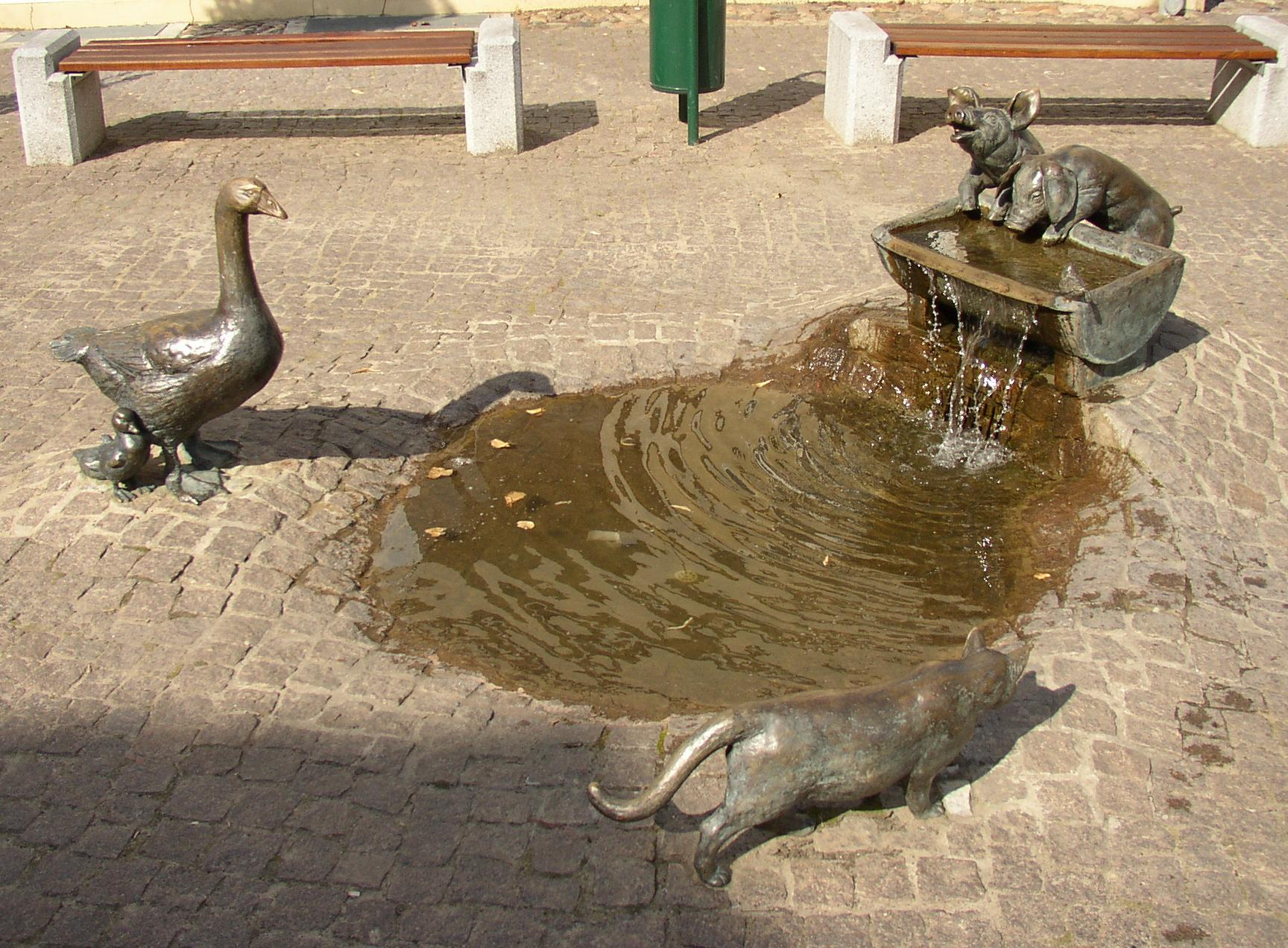
Gänsebrunnen

#### Kino

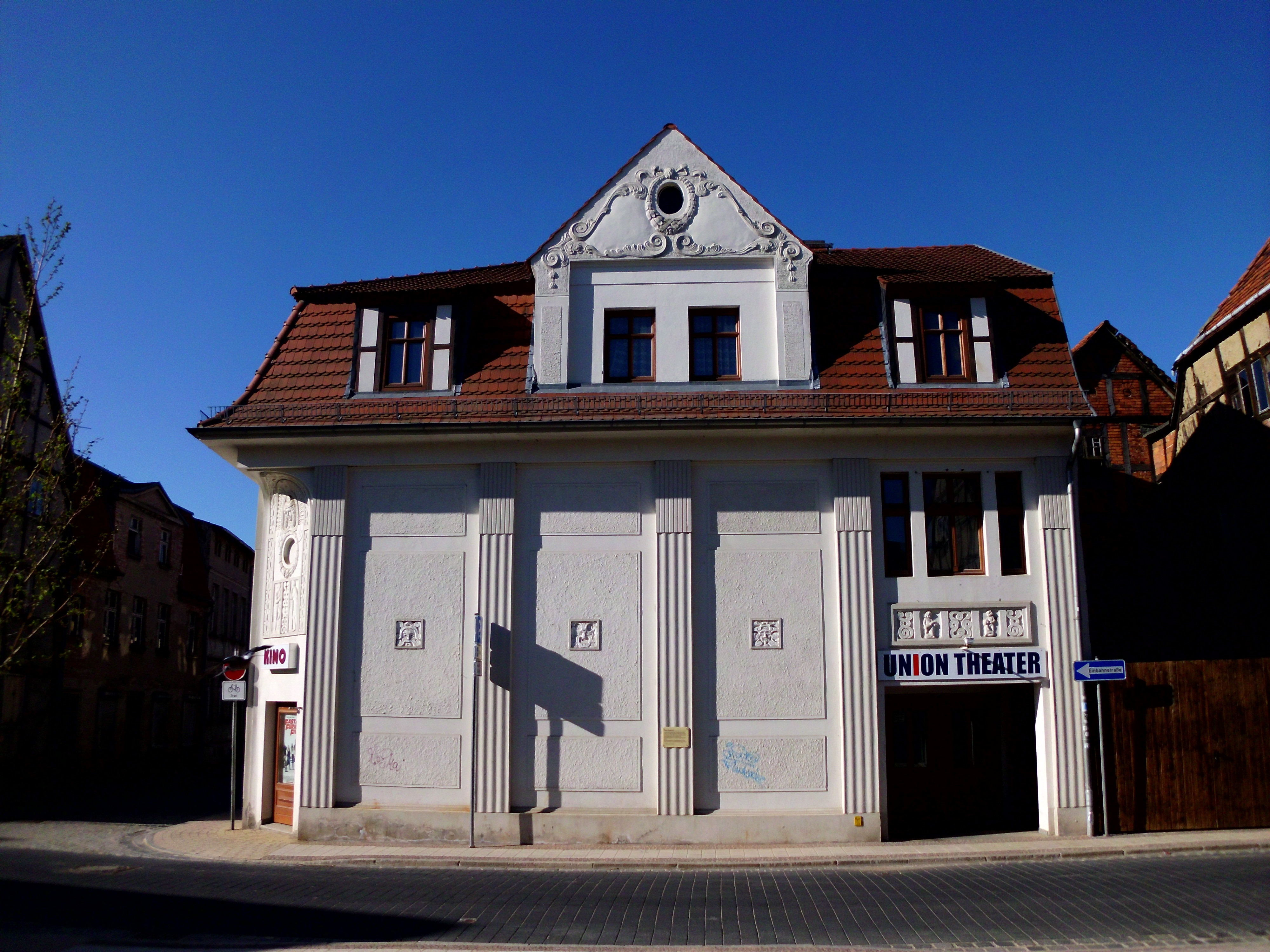
Union Theater

Bereits seit 1912 gibt es das Kino Union-Theater an der Kreuzung Uferstraße und Wollweberstraße, das von Emil Rietsch aufgebaut und am 1. November eröffnet wurde. Dieses zog 1936 unter der Leitung von Franz Rietsch, dem Sohn von Emil Rietsch, in die Wittenberger Straße. Das Gebäude in der Wollweberstraße wurde als Lager für das Möbelhaus Heinrichs umfunktioniert. Ab 1966 übernahm die Stadt Perleberg das Haus und so wurde es fortan u. a. als Turnhalle genutzt. Da Rietsch das Kino in der Wittenberger Straße nicht an den Kreislichtspielbetrieb verpachten wollte und es somit Privateigentum war, durfte er nur minderwertige Filme vorführen. Das Roland-Kino am Großen Markt 10, das seit 1920 parallel zum Union-Theater existierte, durfte hingegen die in der Bevölkerung beliebten Heimatfilme zeigen. Aufgrund der zunehmenden Unwirtschaftlichkeit des Union-Theaters musste Rietsch es an den Kreislichtspielbetrieb abtreten und der Betreiber des Roland-Kinos übernahm auch dieses Kino. Das Union-Theater wurde 1992 aufgeteilt in Tivoli und Funhouse. Erst 1996 fand der Umzug in das vollständig sanierte Gebäude in der Wollweberstraße statt. Im Januar 2012 erhielt das Union Theater einen neuen Inhaber, der auch jeweils ein Kino in Wittenberge, Güstrow und Sangerhausen betreibt. Im Zuge der Übernahme wurden die Räumlichkeiten des Kinos vollständig umgestaltet. Außerdem wurden die Säle mit moderner Digitaltechnik und 3D-Projektoren ausgestattet.

#### Denkmäler und Mahnmale
- Turnvater-Jahn-Denkmal von 1912, seit 1970 auf dem Friedrich-Ludwig-Jahn-Sportplatz
- VVN-Ehrenmal von 1950 auf dem Marienplatz für Widerstandskämpfer gegen den Faschismus
- Zwei Grabfelder auf dem Waldfriedhof an der Wilsnacker Chaussee für Kriegsgefangene und Zwangsarbeiter verschiedener Nationen
- Gedenkstein auf dem Waldfriedhof am Grab des Wehrmachtsdeserteurs Willi Rahde, der im Mai 1945 erschossen wurde
- Jüdischer Friedhof an der Sophienstraße, der von den Nazis geschändet und in der DDR-Zeit wiederhergestellt wurde, mit Gedenkstein an die jüdischen Opfer des Faschismus

##### Heldendenkmal
Das Heldendenkmal wurde zum Gedenken an die im Ersten Weltkrieg gefallenen Soldaten auf dem Friedrich-Engels-Platz – damals Hindenburgplatz – errichtet. Es wurde von Hans Dammann, einem Berliner Künstler, entworfen. Das Heldendenkmal ist ein Halbrundpfeilerbau mit acht Pfeilern, an denen sich Bronzeplatten mit Namen der gefallenen Soldaten befanden. Auf einem 1,30 Meter hohen Sockel steht eine 2,50 Meter hohe Rolandfigur mit Schild und Schwert, welche männlich, kraftvoll und schützend anmutet. Der Sockelspruch lautet: „Geduld! Ich kenne meine Deutschen!“. Das Heldendenkmal wurde am 29. August 1926 feierlich enthüllt.

##### Kriegerdenkmal
Das Kriegerdenkmal wurde 1882 nach einem Entwurf des Berliner Bildhauers O. Metzing auf dem Mühlenberg erbaut. Die Ausführung übernahm der Perleberger Bildhauer Gandow. Es besitzt ein hohes Postament, auf welchem sich einst die in Bronze gegossene Statue der Germania befand. Finanziert vom Perleberger Kriegerbund und dem Landwehrverein, wurde es zu Ehren der in den Kriegsjahren 1864, 1866 und 1870/71 gefallenen Soldaten errichtet.

##### Schlageterdenkmal
Das Schlageterdenkmal befindet sich auf dem Weinberg. Es besteht aus Zementbeton und stellt ein Landwehrkreuz dar. An der Vorderseite befand sich ursprünglich ein Schwert. Der Entwurf stammt von Walter Otto, dem Führer des Jungstahlhelms, und wurde von den Jungstahlhelmmännern Perlebergs zu Ehren des von den Nazis als Helden bezeichneten Albert Leo Schlageter errichtet. Bis zum 8. Mai 1945 wurden dort im Sommer bzw. Winter Sonnenwendfeuer abgebrannt.

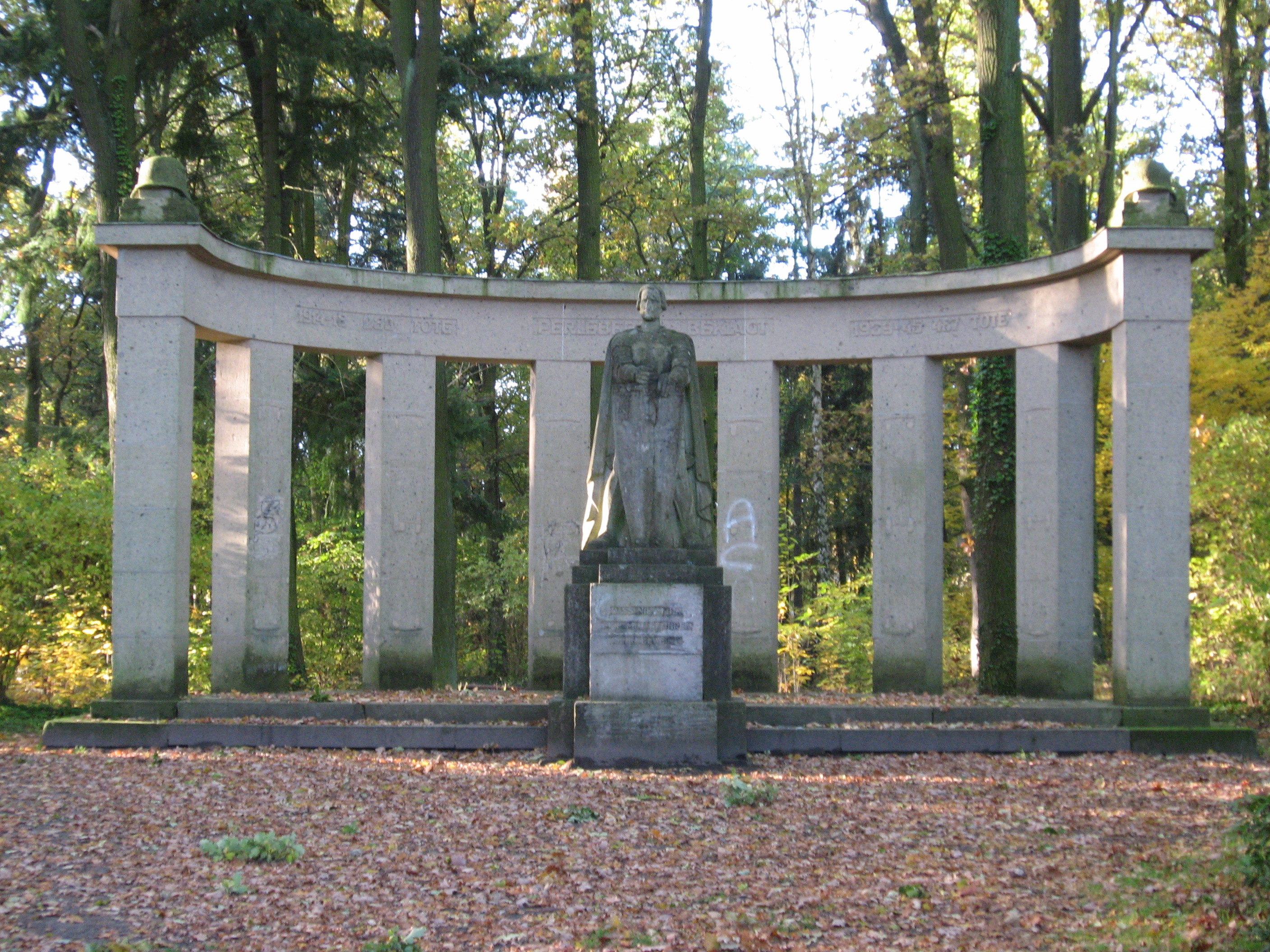
Heldendenkmal am Friedrich-Engels-Platz
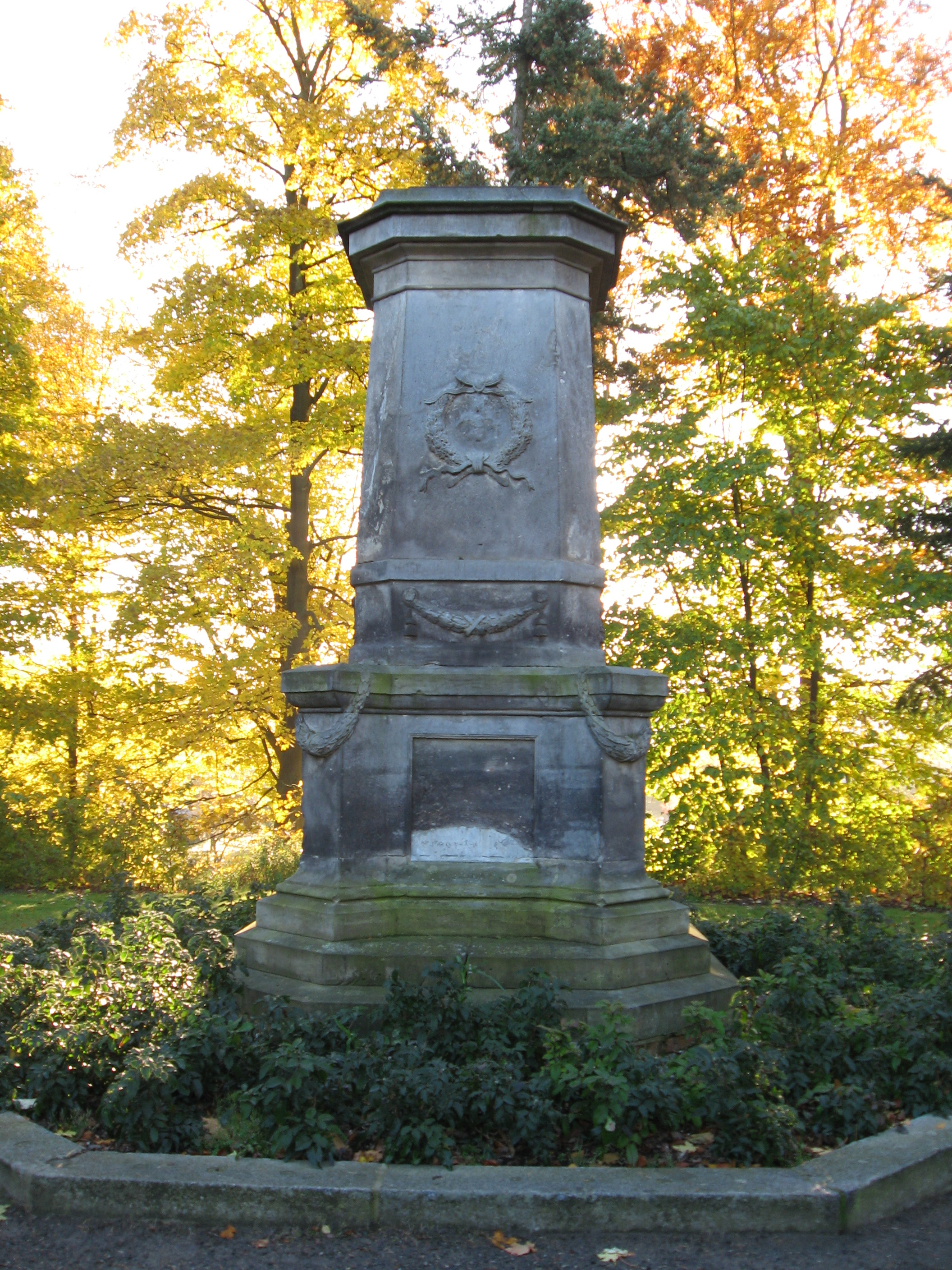
Kriegerdenkmal im Stadtpark
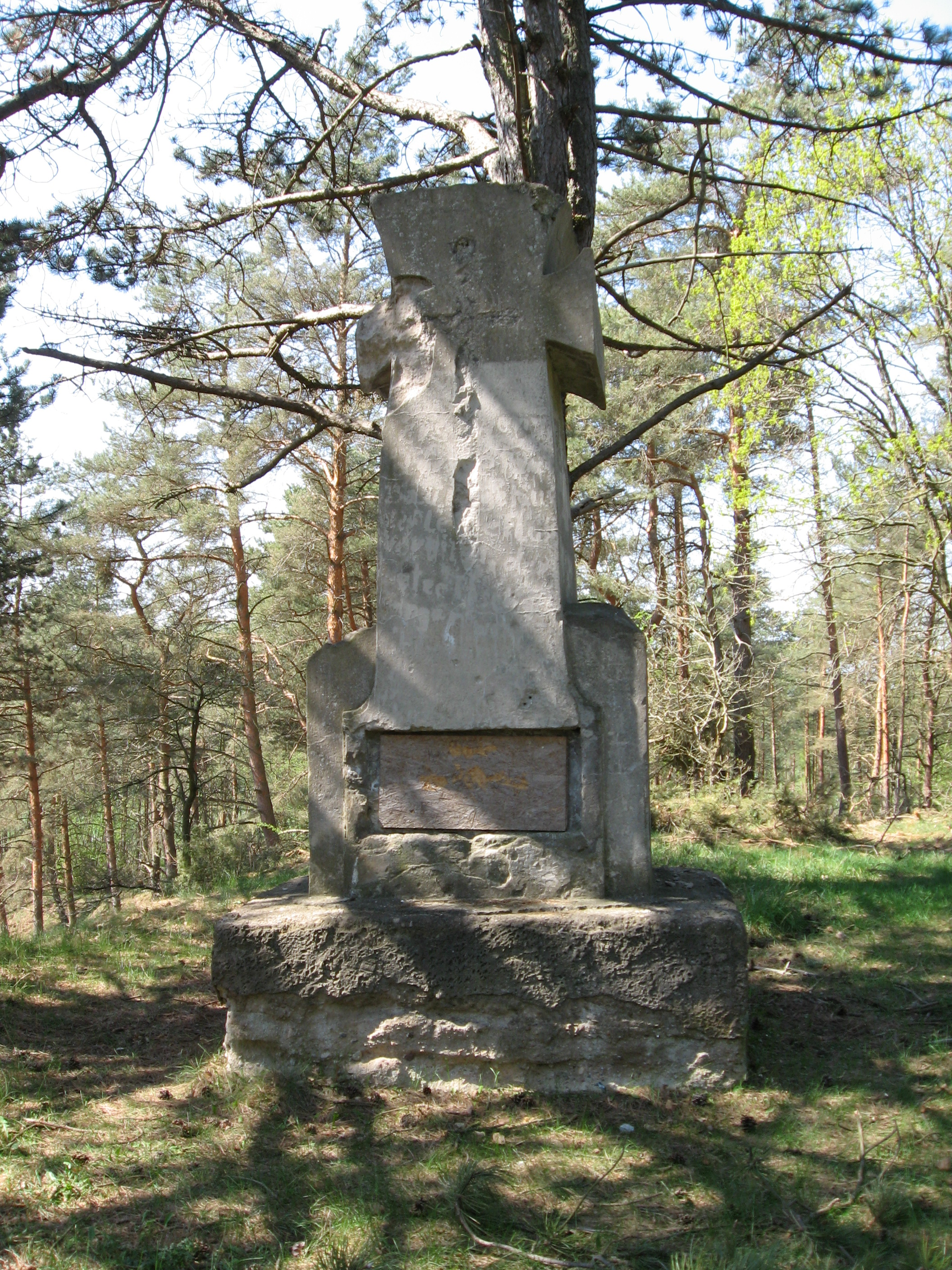
Schlageterdenkmal auf dem Weinberg

### Parks
- Hagen/Eichenpromenade (ökologisch hochwertiger, artenreicher Lebensraum und als Flächen- bzw. Gartendenkmal in der Kreisdenkmalliste aufgeführt)
- Tierpark Perleberg
- Goethepark

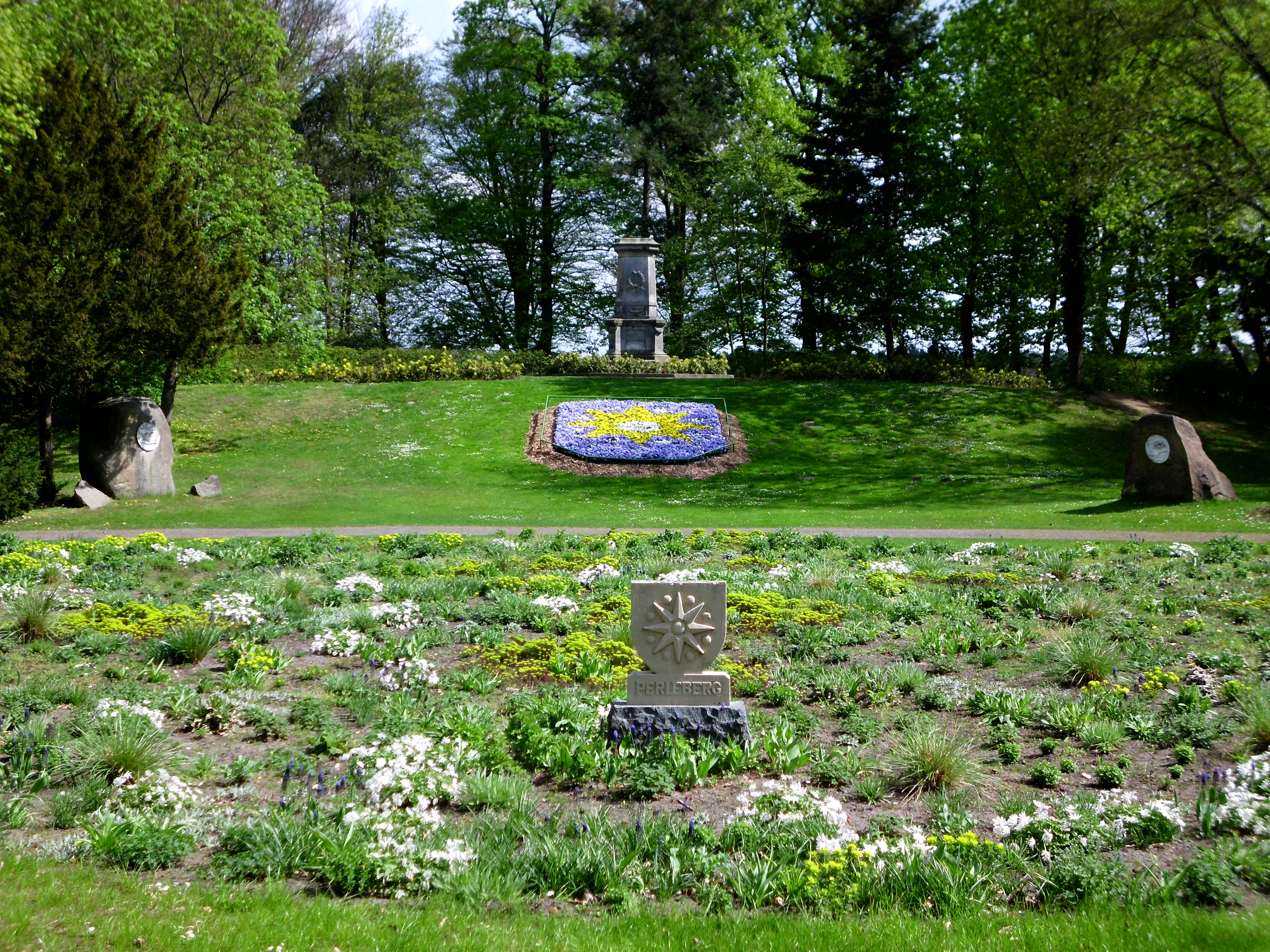
Mühlenberg

Der Perleberger Stadtpark ist ein künstlich angelegter Park, der sich östlich entlang der Wittenberger Straße und Wittenberger Chaussee erstreckt. Er wurde 1856 während der Amtszeit des Bürgermeisters Rohde (1854–1866) als Birkenwald angelegt. Der höchstgelegene Punkt im Stadtpark ist der Mühlenberg, auf welchem 1882 das Kriegerdenkmal errichtet wurde, von dem heute nur noch das Postament erhalten ist. Bei dessen Errichtung wurde der Park im französischen Gartenstil mit Rasenflächen und Blumenbeeten in geometrischen Formen umgestaltet.  Der Stadtpark weist heutzutage eine beeindruckende Artenvielfalt an Sträuchern und Bäumen auf. Neben den einheimischen Baumarten wurden hier viele Bäume aus anderen Erdteilen wie Nordamerika, Ostasien und Südeuropa usw. angepflanzt. Einige Bäume sind durch beigesetzte Schilder mit der genauen Bezeichnung gekennzeichnet. Am Fuße des Mühlenberges befinden sich links und rechts zwei Findlinge. Diese besaßen einst runde Bronzeplaketten, auf denen die Köpfe von Roon und Moltke im Relief dargestellt waren. Etwas weiter davor stand ein besonders großer Stein mit der Darstellung des Kopfes Otto von Bismarcks. Am Hang des Mühlenberges wird das Perleberger Stadtwappen mit angepflanzten Blumen dargestellt.

### Museen

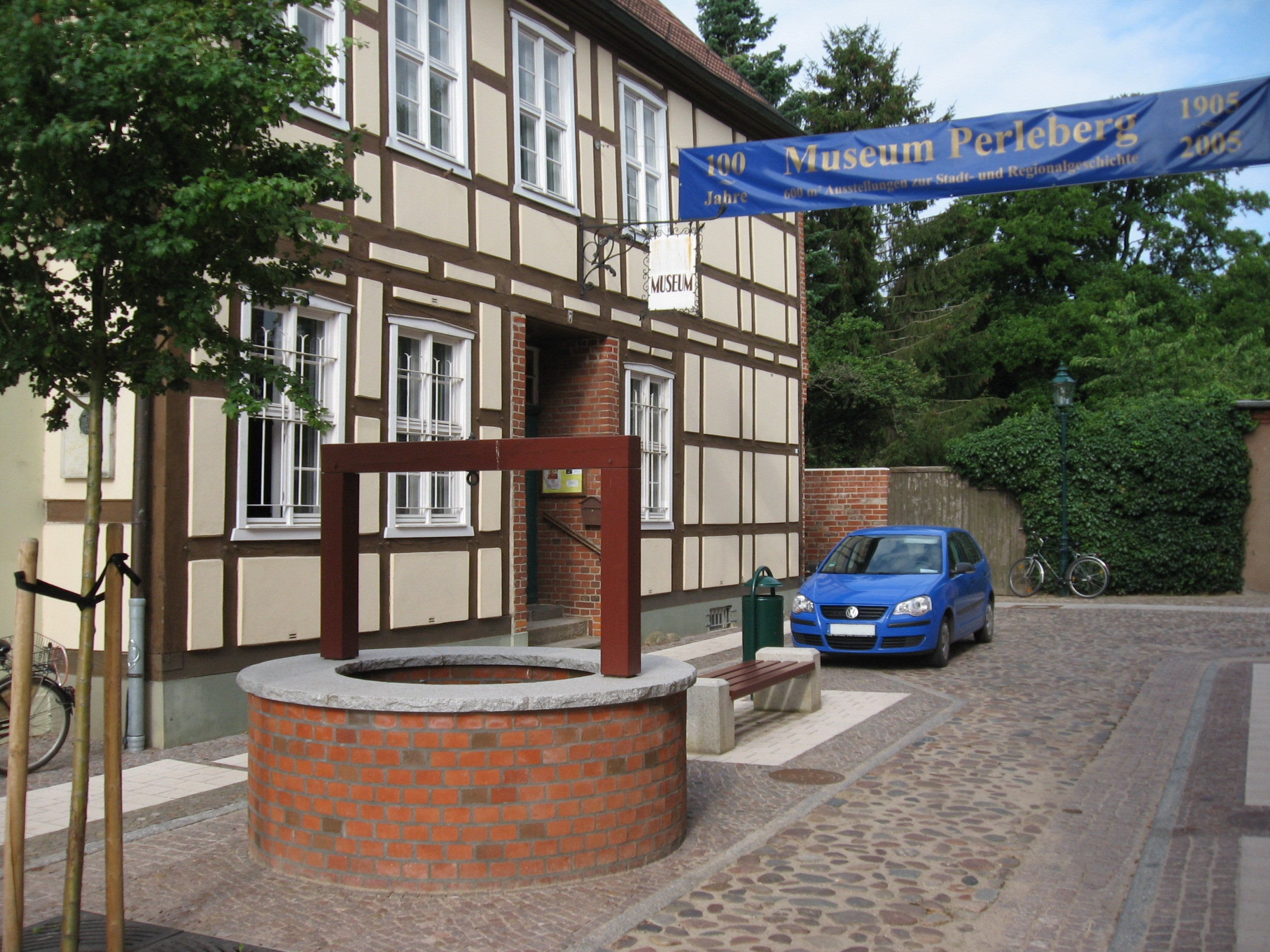
Stadt- und Regionalmuseum

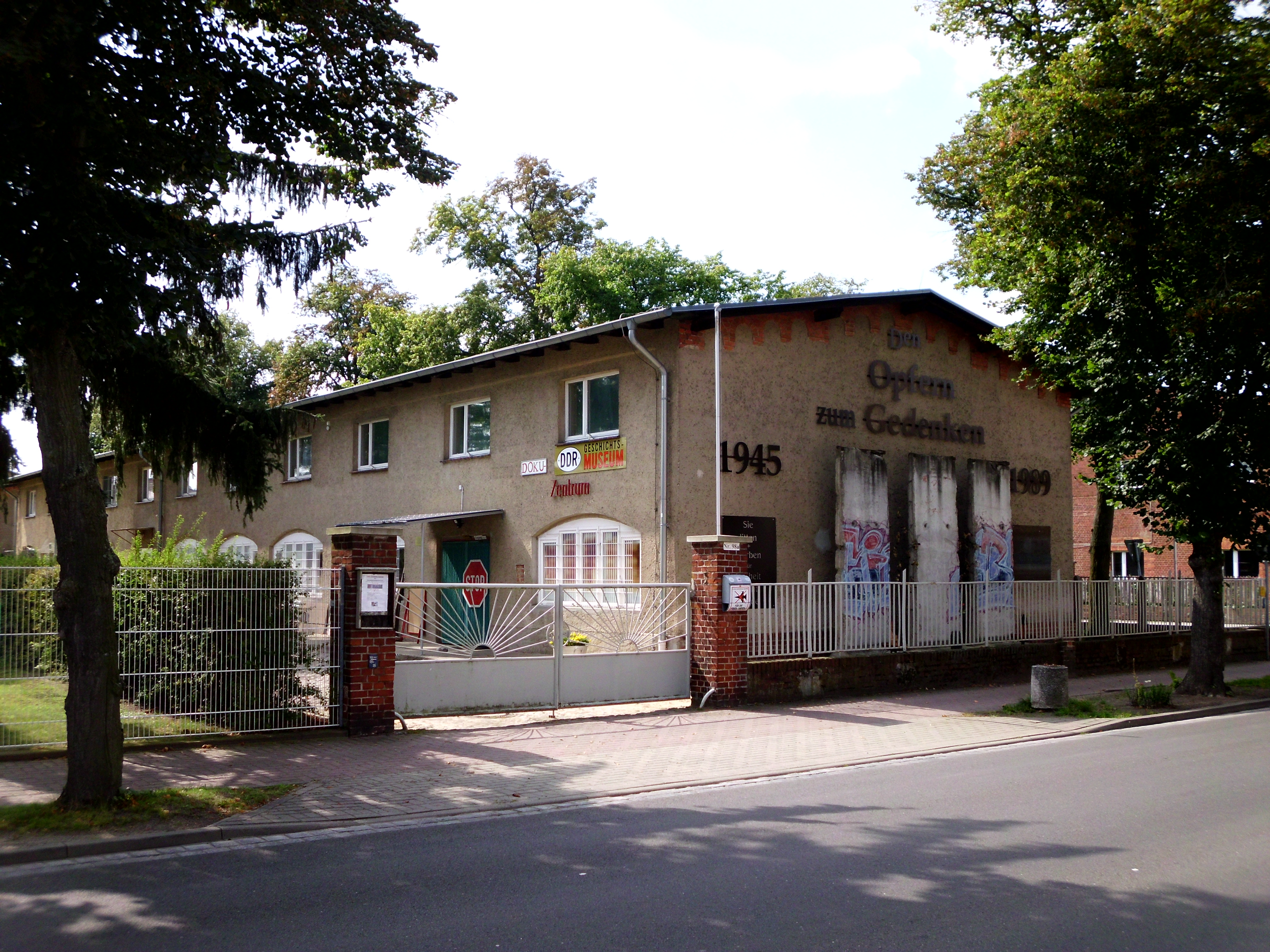
DDR-Museum in der Feldstraße

Das Stadt- und Regionalmuseum Perleberg mit historischem Brunnen befindet sich am Mönchort 7–11. Es wurde 1905 gegründet und zählt heute mit seinen zahlreichen ur- und frühgeschichtliche Funden und Exponaten aus der Westprignitz zu den sammlungsreichsten und bedeutendsten Museen Brandenburgs.
Das Oldtimer- und Technikmuseum Perleberg befindet sich in der Wilsnacker Straße 12 und wurde durch den 1998 gegründeten Verein Oldtimerfreunde Perleberg e. V. in der alten Turnhalle am Ziegelhof seit Januar 2002 eingerichtet. Am 1. Mai 2002 konnte es schließlich eröffnet und der Öffentlichkeit zugänglich gemacht werden. Ausgestellt sind ganzjährig etwa 50 Fahrzeuge und einige Kuriositäten wie ein selbstgebauter Flugzeugmotor.
Das DDR-Geschichtsmuseum im Dokumentationszentrum Perleberg in der Feldstraße 98a bietet viele Ausstellungsstücke aus dem Alltag der Deutschen Demokratischen Republik. Zu sehen sind unter anderem eine Küche, Wohn-, Kinder- und Schlafzimmer, sowie Konsumartikel und landwirtschaftliche Geräte. Das Museum befindet sich in einem Bau, der etwa 1850 errichtet wurde. Man nutzte ihn während der Kaiserzeit als Artilleriedepot der Perleberger Ulanen und während der Zeit des Nationalsozialismus als Konzentrationslager. Nach dem Ende des Zweiten Weltkrieges zogen die Maschinen-Ausleih-Station (MAS), Maschinen-Traktoren-Station (MTS) und der polytechnische Unterricht ein. Am 7. Oktober 2006 eröffnete das DDR-Geschichtsmuseum mit zehn Ausstellungsräumen. Inzwischen wuchs die Zahl der Räume auf 18 an, die für die Öffentlichkeit zugänglich sind. Seit Februar 2009 werden regelmäßig Themenabende veranstaltet.
In der Museumsgalerie, die sich bei der Stadtinformation im Wallgebäude Puschkinstraße 14 befindet, werden moderne Grafiken und Lithographien aus dem 20. Jahrhundert ausgestellt. Der Schwerpunkt liegt auf Pablo Picasso, Salvador Dalí, Joan Miró, George Grosz und Zeitgenossen.

### Regelmäßige Veranstaltungen
- Perleberg-Festival für Folk, Lied und Weltmusik (im Juni)
- Kneipennacht (immer am 30. April)
- Lotte-Lehmann-Woche (immer in der letzten Schulferienwoche der Sommerferien im Land Brandenburg)
- Perleberg Tag des Bürgervereins (immer am ersten Freitag im Juli)
- Perleberger Museumsnacht (immer am 30. Oktober)
- Lichterfest der Stadt und des Culturm e. V. im Hörturm (immer am Samstag vor dem 1. Advent)

## Wirtschaft und Infrastruktur

### Ansässige Unternehmen
Der Wirtschaftsstandort ist einer von 15 regionalen Wachstumskernen im Land Brandenburg. Dadurch werden ausgewählte zukunftsorientierte Branchen gefördert. In Perleberg sind kleine und mittlere Unternehmen ansässig.
- Volks- und Raiffeisenbank Prignitz
- Perleberger Bau GmbH & Co. KG, ca. 140 Mitarbeiter
- PS Kieswerke GmbH, ca. 30 Mitarbeiter
- Lasertechnik Edelstahl und Blechverarbeitungs GmbH in Quitzow, ca. 50 Mitarbeiter
- Feuerverzinkerei Waldhelm Perleberg-Düpow GmbH, 30 Mitarbeiter
- Waldhelm Pulverbeschichtung Perleberg-Düpow GmbH, 15 Mitarbeiter
- Steinke KG (seit 1879) 14 Mitarbeiter
- Thiede & Brauer GmbH IT-Systemhaus (seit 1991) 16 Mitarbeiter
- Höpcke Naturstein GmbH (seit 1886)
- Prignitzer Fleischzentrale GmbH Perleberg/Quitzow
- Kreiskrankenhaus Prignitz gemeinnützige GmbH
- Regionalstudio des Rundfunks Berlin-Brandenburg, das ein Regionalprogramm für die Prignitz sendet
- Gerüstbau Dr. Ritter (seit 1985)
- LTB LaserTechnik u. Bauservice K.-D. Ilchmann (seit 1998)
- WaBe Industrieboden GmbH (seit 2002)
- Perleberger Viehversicherung (1887–1929)

### Verkehr

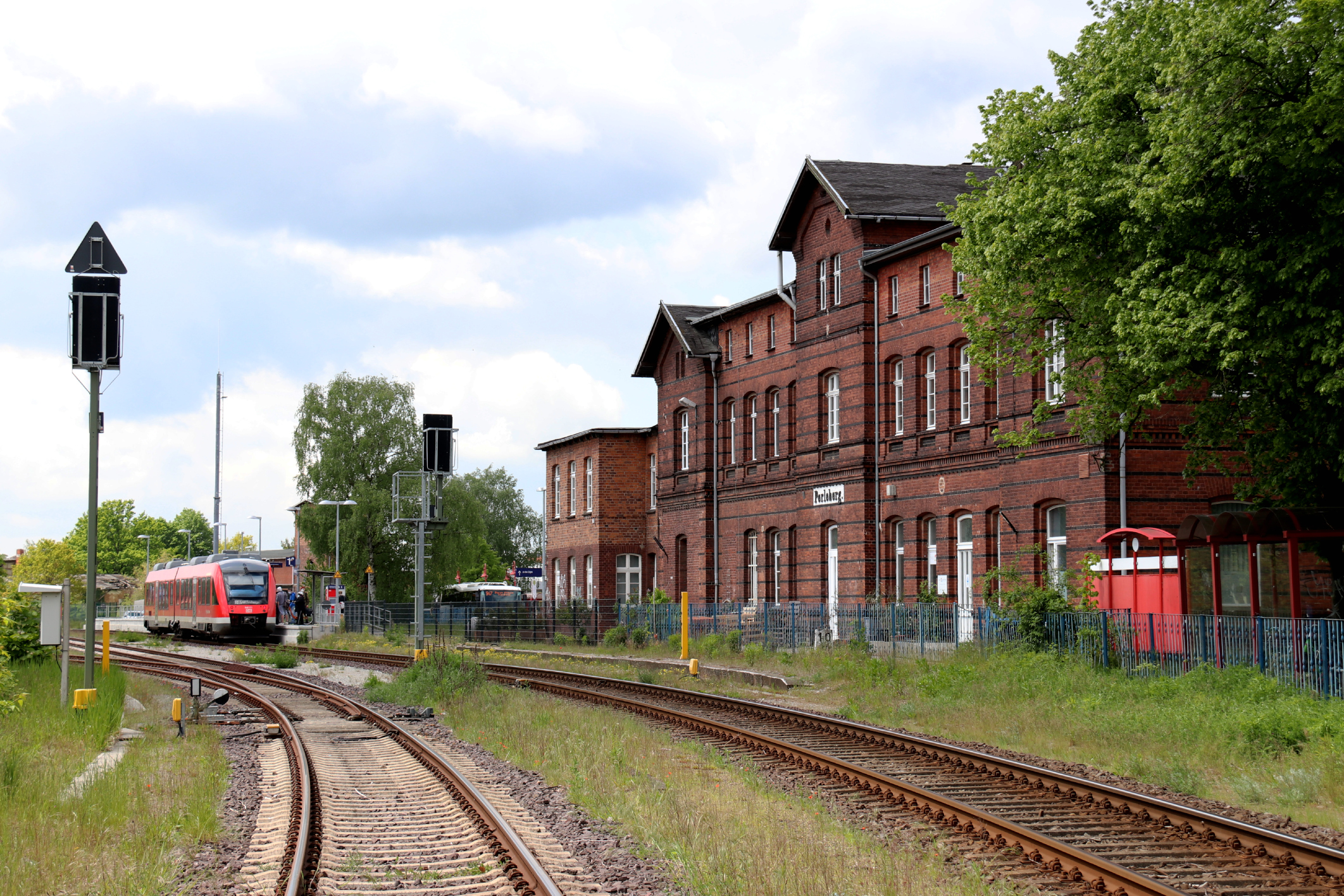
Bahnhof Perleberg

Durch Perleberg verläuft die zwischen 1827 und 1830 gebaute Bundesstraße 5 Berlin–Hamburg. Außerdem führte bis 2002 die Bundesstraße 189 Wittenberge–Pritzwalk durch die Stadt, bis die teilweise zweistreifige Ortsumgehung gebaut worden war. Über diese besteht in 35 Kilometern Entfernung Anschluss an die Bundesautobahn 24 an der Anschlussstelle Pritzwalk. Perleberg verfügt über ein gut ausgebautes Radwegenetz, das auch Teil der Tour Brandenburg und der Gänsetour ist.
Die Stadt besitzt seit 1881 einen Eisenbahnanschluss über die Bahnstrecke Wittenberge–Strasburg, deren Abschnitt Wittenberge–Perleberg 1881 von der Wittenberge-Perleberger Eisenbahn beziehungsweise der Abschnitt Perleberg–Wittstock 1885 von der Prignitzer Eisenbahngesellschaft eröffnet wurde. Weiterhin war der Bahnhof Mittelpunkt des normal- und schmalspurigen Netzes der Prignitzer Kreiskleinbahnen.
Der Bahnhof Perleberg wird stündlich durch Züge der Regional-Express-Linie RE 6 (dem Prignitz-Express) Wittenberge–Berlin Charlottenburg und bedient. Teilstrecken der Prignitzer Kreiskleinbahnen werden zudem noch als Museumsbahn betrieben.
Zum Flughafen Schwerin-Parchim sind es 51, zum Flughafen Rostock-Laage gut 140 Kilometer und zum Hamburger Flughafen gut 150 Kilometer. Im Westen der Stadt befindet sich der Flugplatz Perleberg, der hauptsächlich vom Aero-Club Perleberg genutzt wird.

### Bildungseinrichtungen

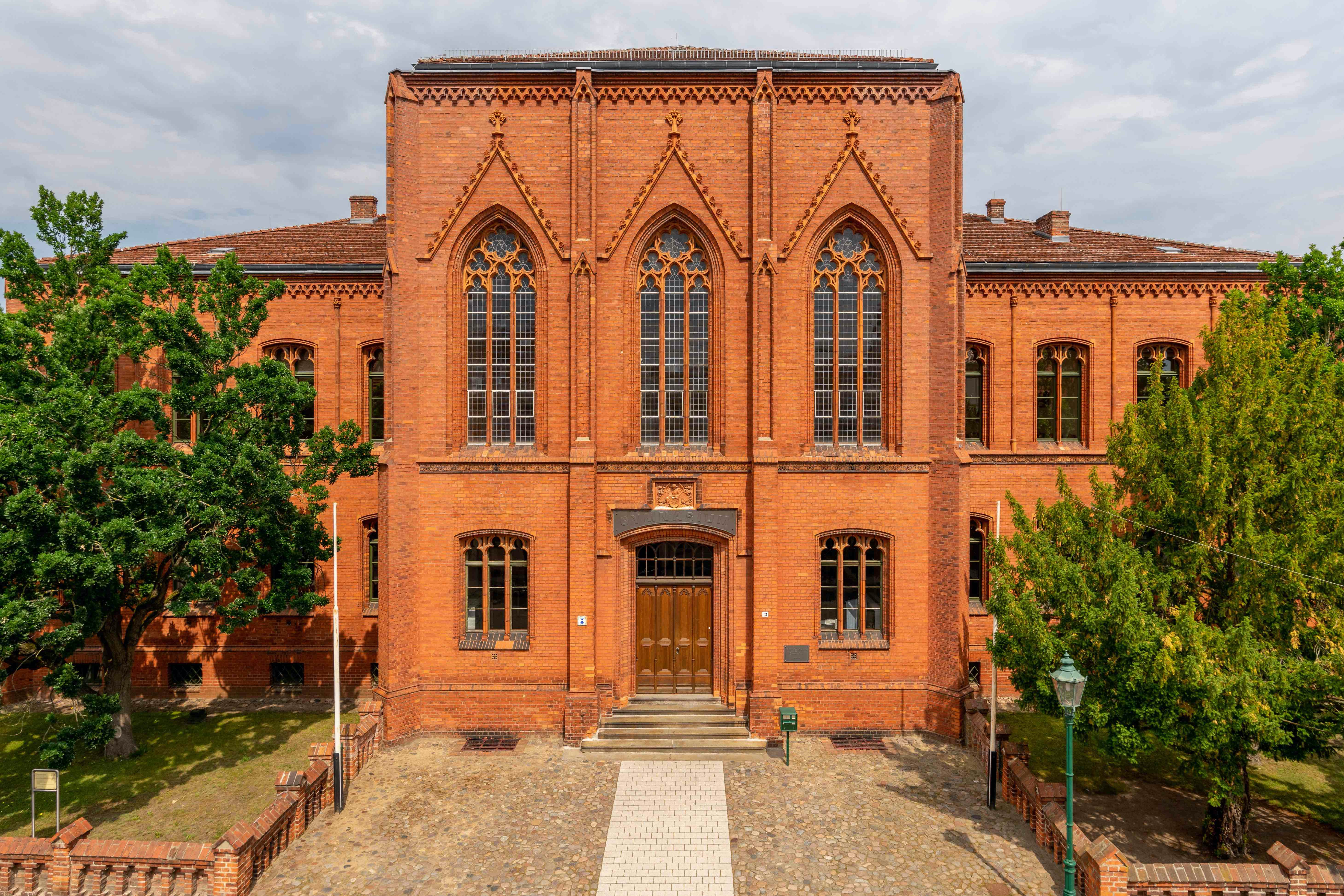
Haus I des Perleberger Gottfried-Arnold-Gymnasiums in der Puschkinstraße

Die Organisation des Schul- und Bildungswesen unterliegt den Vorgaben des Landes Brandenburg.
Es gibt in Perleberg (Schuljahr 2007/08) folgende, ausschließlich staatliche Schulen:
- Grundschulen (Klassenstufen 1–6): Rolandschule, Grundschule „Geschwister Scholl“
- Oberschule (Klassenstufen 7–10): Friedrich-Gedike-Oberschule Perleberg
- Gymnasium (Klassenstufen 7–12): Gottfried-Arnold-Gymnasium
- Förderschule: Allgemeine Förderschule „Schule an der Stepenitz“
- Volkshochschule: Kreisvolkshochschule Prignitz

Des Weiteren ist in Perleberg die Kreismusikschule Prignitz zu finden.
Perleberg ist Sitz des staatlichen Schulamtes der Kreise Prignitz, Ostprignitz-Ruppin und Oberhavel.
Bibliothek und Archive

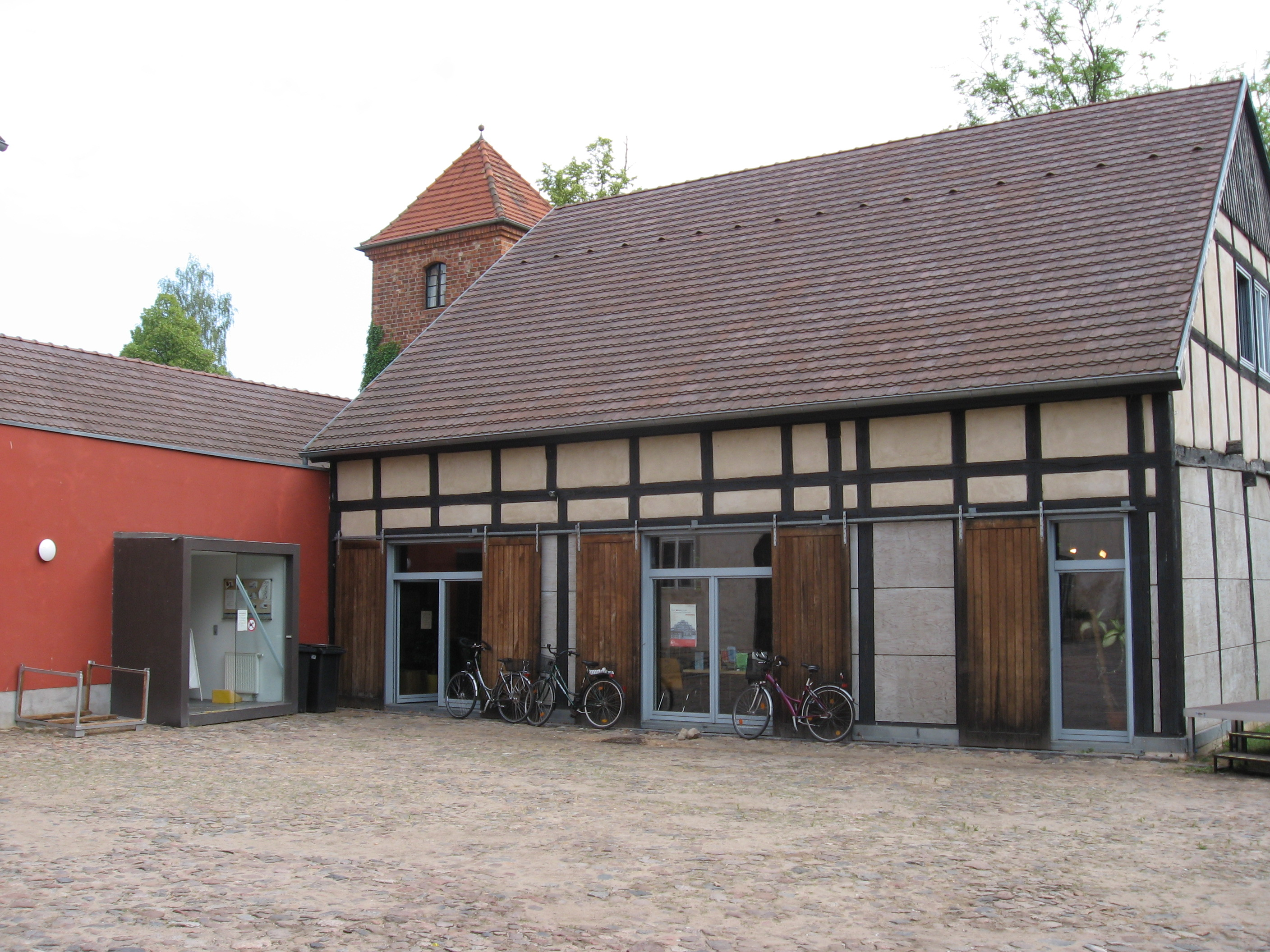
Bibliothek im Wallgebäude

Die erste städtische Bibliothek wurde 1899 errichtet. Von 1930 bis etwa 1969 war sie im heutigen Trausaal untergebracht, bevor sie in das Haus Großer Markt 15 zog. Seit 1999 befindet sich die Stadtbibliothek im Wallgebäude (Puschkinstraße 14). Auf einem Areal von 600 m² bietet sie einen Bestand von etwa 28.000 Medieneinheiten. Neben Büchern stehen auch andere Medien wie Zeitschriften, Videos und Spiele zum Verleih. Im Jahr 2013 hatte die Bibliothek etwa 900 Nutzer, die 35.000 Entleihungen tätigten.
Das Stadtarchiv in der Karl-Liebknecht-Straße sammelt regionales Archivgut, um es für die Öffentlichkeit benutzbar zu machen und dauerhaft zu erhalten. Dazu zählen Bild- und Schriftdokumente, darunter Urkunden, die bis ins 13. Jahrhundert zurückreichen. Außerdem werden dort Verwaltungsakten der Stadt, Adressbücher, Einwohnerverzeichnisse, Fotografien, Dias und Zeitungen aufbewahrt. Ergänzt werden die Archivalien durch eine Bibliothek mit Nachschlagewerken und Regionalliteratur zu Brandenburg, Prignitz und Perleberg. Seit 2004 nimmt das Archiv am Tag der Archive teil.
Darüber hinaus befindet sich das Kreisarchiv der Prignitz in Perleberg. Dieses wurde möglicherweise im Jahr 1952 infolge der Verordnung über das Archivwesen in der DDR eingerichtet. Nach der Kreisreform in Brandenburg 1993, bei der die Kreise Perleberg und Pritzwalk vereinigt worden waren, zog das Archiv in den Keller des Neubaus der Kreisverwaltung in der Berliner Straße 49. Eine Nebenstelle befand sich weiterhin in Pritzwalk. Da die Räumlichkeiten bald nicht mehr ausreichten, zog man 1997 in die Telefonzentrale des ehemaligen Kreiswehrersatzamtes in der Wittenberger Straße, wo auch 1998 die Archivalien aus Pritzwalk untergebracht wurden. Da die Gemeinden Putlitz-Berge, Karstädt, Groß Pankow und Meyenburg keine eigenen Archive besitzen, werden ihre Archivgüter im Kreisarchiv verwahrt. Seit Dezember 2012 finden Bauarbeiten am Nebengebäude, in dem bis 2010 das Gesundheitsamt untergebracht war, statt, um ein modernes Magazin zu schaffen. Neben Verwaltungsakten befinden sich in dem Archiv Fotografien, Postkarten, Bücher und anderes mehr.

### Behörden
Perleberg ist Sitz des Amtsgerichts Perleberg. Historisch bestand bis 1849 das königliche Stadtgericht Perleberg, von 1849 bis 1879 das Kreisgericht Perleberg, von 1879 bis 1952 das Amtsgericht Perleberg, von 1952 bis 1993 das Kreisgericht Perleberg und seitdem wieder das Amtsgericht Perleberg.

### Medizinische Versorgung
Die medizinische Versorgung der Stadt Perleberg und der Umgebung wird durch das Kreiskrankenhaus Prignitz0 sichergestellt. Dieses beschäftigt etwa 570 Mitarbeiter. Das Krankenhaus verfügt über 364 Betten und zehn Fachkliniken. Der 2003 fertiggestellte Bau besitzt ein modernes, im Mai 2009 in Betrieb genommenes Herzkatheterlabor sowie ein MRT-Gerät der neuesten Generation und eine Stroke Unit mit 4 Betten zur raschen Erstversorgung von Patienten mit Schlaganfällen. Der Rettungshubschrauber „Christoph 39“ wurde im Juni 2008 zur Luft- und Bodenrettung in Betrieb genommen. Seit Februar 2011 ist das Krankenhaus ein Lokales Traumazentrum im Traumanetzwerk Brandenburg Nord-West. In Zusammenarbeit mit der Universität Rostock fungiert es seit April 2010 als akademisches Lehrkrankenhaus für Medizinstudenten.

### Medien
Die Ruppiner Medien GmbH besaß auf dem Großen Markt in Perleberg ein Studio für den Regionalsender NBF3, der ab September 2013 auch per Satellit empfangen werden konnte. Im Zuge der Insolvenz der Ruppiner Medien GmbH stellte der Sender den Sendebetrieb am 1. November 2014 ein.
Ein volldigitalisiertes Hörfunkstudio des RBB, zu dem auch der Radiosender Antenne Brandenburg gehört, befindet sich an der Kreuzung Berliner Straße/Wilsnacker Straße und ist für die Berichterstattung aus der Prignitz verantwortlich. Darüber hinaus befinden sich Zeitungsredaktionen der Märkischen Allgemeinen Zeitung und des Prignitzers in Perleberg.

### Sport
In Perleberg gibt es den Friedrich-Ludwig-Jahn-Sportpark in der Berliner Straße, vier Turnhallen und ein Schwimmbad sowie je eine Kegel- und Bowlinganlage. In den Ortsteilen sind weitere Sportplätze vorhanden.
Der größte Sportverein der Stadt ist der SSV Einheit Perleberg mit sieben Abteilungen. Er wurde 1950 gegründet. Die dominanteste Sportart ist der Fußball. Die erste Herrenmannschaft spielt in der Saison 2022/23 in der Landesklasse West Brandenburg. Einen guten Ruf genießt die Nachwuchsabteilung, deren Mannschaften in höheren Ligen Brandenburgs vertreten sind und dort häufig vordere Plätze belegen.
Der SV Blau-Weiß Perleberg ist der zweite größere Sportverein. Er umfasst sieben Abteilungen und wurde 1990 gegründet. Am meisten sticht der Handball hervor.
Der Perleberger Männerturnverein wurde 1862 gegründet und war damit einer der ältesten Turnvereine der Prignitz.

## Persönlichkeiten

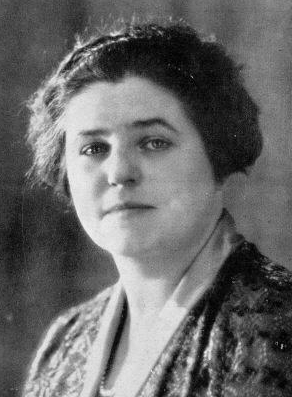
Lotte Lehmann

Eine bekannte Perlebergerin ist die Opernsängerin Lotte Lehmann, die als deutsche Sopranistin internationalen Ruhm erlangte. Hubert Fichte, dessen Familie kurz nach der Geburt in Perleberg nach Hamburg zog, war ein bekannter Schriftsteller und Ethnograf. Im Zeitalter der Aufklärung avancierte Ernst Georg Sonnin, der die zweite große Michaeliskirche in Hamburg erbaute, zu einem der bedeutendsten Ingenieure und Architekten im 18. Jahrhundert.
Zu den nicht in Perleberg geborenen Persönlichkeiten, die dennoch mit der Stadt in Verbindung gebracht werden, zählt der Theologe Gottfried Arnold, der als Pfarrer in Perleberg tätig war und die „Unparteyische Kirchen- und Ketzer-Historie“ (1699/1700) verfasste. Die Schauspielerin Eva-Maria Hagen lebte in ihrer Kindheit für einige Jahre in Perleberg, die Politikerin Angela Merkel verbrachte ihre frühe Kindheit im heute zu Perleberg gehörenden Quitzow. Mit dem Verschwinden des britischen Diplomaten Benjamin Bathurst besitzt Perleberg auch einen überregional bekannten Kriminalfall, der nie aufgeklärt wurde.

## Sonstiges

### Kulinarische Spezialitäten
Zu den bekanntesten kulinarischen Spezialitäten in Perleberg und der Prignitz zählt der Knieper. Dieser besteht traditionell aus Weißkohl, blauem Markstammkohl und Grünkohl. In Perleberg wird er auch Suren Hansen und Suern Hansen genannt. Diesen Namen prägte der Perleberger Karl Hansen nach dem Ersten Weltkrieg, indem er seinen Knieper mit den Worten „Bei mir gibt es keinen Knieper, bei mir gibt es nur Suern Hansen“ anpries.

### Perleberg im Film
Perleberg war bereits mehrfach Spielort von Filmen. So wurden 2010 verschiedene Szenen der Filmbiografie Beate Uhse – Das Recht auf Liebe (2011) dort gedreht. Es waren unter anderem die Gebäude in der Straße Am Hohen Ende zu sehen, insbesondere das alte Postgebäude, sowie die St.-Jakobikirche, das Rathaus und die Start- bzw. Landebahn des Perleberger Flugplatzes.
Weiterhin wurden Szenen aus den Filmen Das weiße Band, Der Laden, Jerichow, Neger, Neger, Schornsteinfeger, Crazy Race und Die Frau des Frisörs in Perleberg gedreht.